# Guadeloupe
| Guadeloupe Gwadloup                                                 | Guadeloupe Gwadloup              |
| ------------------------------------------------------------------- | -------------------------------- |
| Guadeloupe als Teil Frankreichs führt offiziell keine eigene Flagge | inoffizielles Wappen Guadeloupes |
| Basisdaten                                                          |                                  |
| Amtssprache                                                         | Französisch                      |
| Hauptort                                                            | Basse-Terre                      |
| Fläche                                                              | 1.635,66 km²                     |
| Einwohnerzahl                                                       | 395.752 (2022)                   |
| Bevölkerungsdichte                                                  | 234,9 Einwohner / km²            |
| Arrondissements                                                     | 2                                |
| Kantone                                                             | 21                               |
| Gemeindeverbände                                                    | 6                                |
| Gemeinden                                                           | 32                               |
| Präfekt                                                             | Xavier Lefort                    |
| Präsident des Regionalrates                                         | Ary Chalus                       |
| Präsidentin des Départementrats                                     | Guy Losbar                       |
| Währung                                                             | Euro (EUR)                       |
| Zeitzone                                                            | UTC−4                            |
| ISO 3166-2:FR                                                       | FR-971                           |
| Internet-TLD                                                        | .fr und .gp                      |
| Vorwahl                                                             | +590                             |
| Karte                                                               |                                  |
| Lage in Amerika                                                     |                                  |
| Reliefkarte von Guadeloupe                                          |                                  |

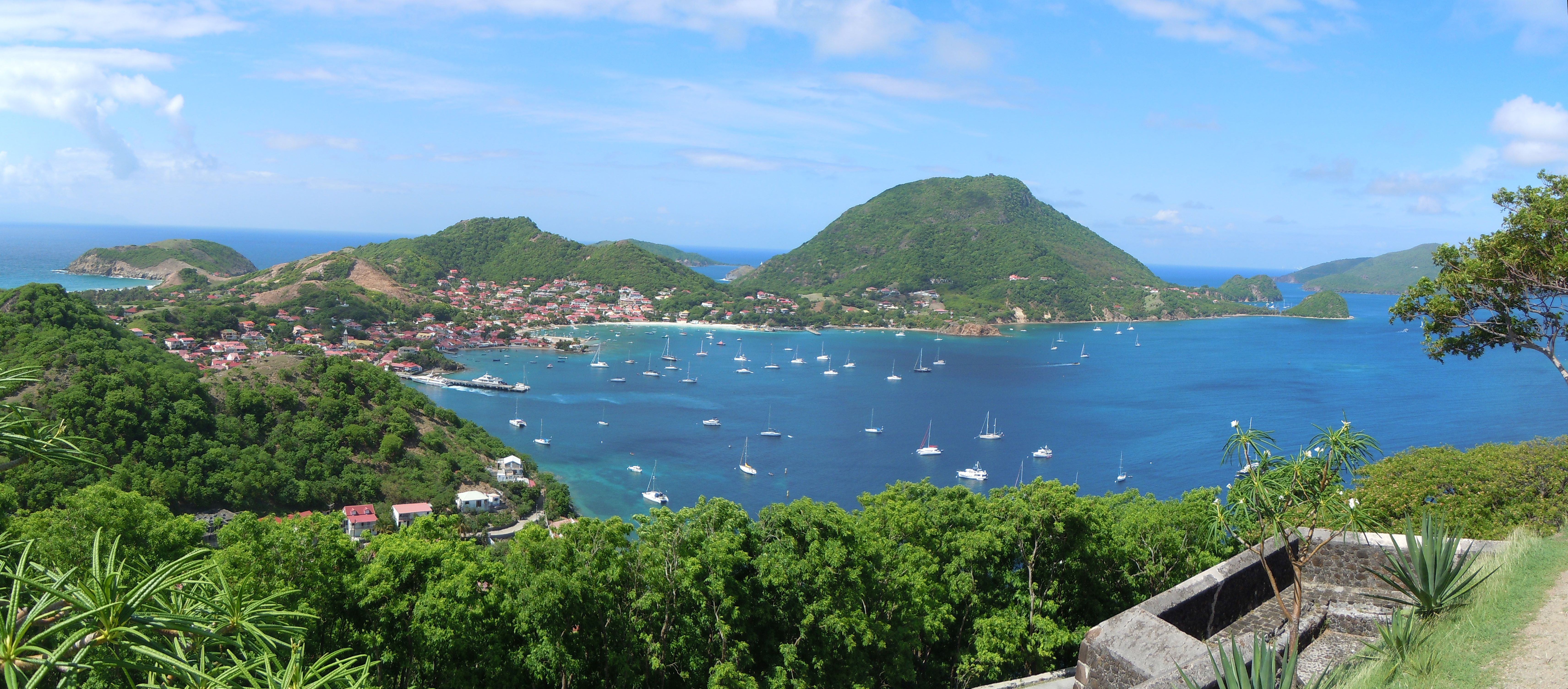
Terre-de-Haut-Insel

Guadeloupe [gwaˈdlup] (Guadeloupe-Kreolisch: Gwadloup, von den Einheimischen auch Gwada genannt) ist ein Archipel in der östlichen Karibik, das ein französisches Überseedépartement und zugleich eine französische Überseeregion bildet.
Zusammen mit Martinique, Saint-Barthélemy und Saint-Martin bildet es die Französischen Antillen.
Guadeloupe ist Teil der Europäischen Union, gehört jedoch nicht zum Schengen-Raum.

## Landesname
Die Arawak nannten den Archipel Karukera bzw. Kalaoucera, die Insel der schönen Wasser. Die seit etwa 1400 hier einfallenden Kariben übernahmen diese Bezeichnung.
Als die spanische Expedition unter Christoph Kolumbus 1493 den Archipel erreichte, nannte Kolumbus es Santa María de Guadalupe nach dem gleichnamigen Marienschrein im Kloster Real Monasterio de Nuestra Señora de Guadalupe in der spanischen Stadt Guadalupe in der Extremadura.
Als der Archipel eine französische Kolonie wurde, wurde der spanische Name beibehalten, jedoch an die französische Rechtschreibung und Phonetik angepasst. Die Einwohner verwenden auch die Kurzform Gwada.

## Geographie

### Territorium
Guadeloupe liegt bei 16° 15′ N, 61° 35′ W in der östlichen Karibik (früher auch Westindien genannt) und ist Teil der Inselkette der kleinen Antillen, darin der Untergruppe Inseln über dem Winde, darin der nördlichen Untergruppe der Leeward Islands. Nördlich schließen Montserrat und Antigua an, südlich Dominica. Jenseits von Dominica liegt Martinique. Die Entfernung zur südamerikanischen Küste beträgt etwa 600 km, zur US-amerikanischen Küste bei Florida ca. 2200 km und zum „Mutterland“ Frankreich etwa 6800 km. Ungefähr 250 km westlich liegt die unbewohnte venezolanische Insel Aves.
Guadeloupe hat eine Fläche von 1.702 km² und besteht aus mehreren Inselgruppen aus insgesamt über 50 Inseln.
Sechs der Inseln sind bewohnt:
- die wie Schmetterlingsflügel angeordneten Hauptinseln Basse-Terre im Westen (848 km²) und Grande-Terre im Osten (590 km²), getrennt durch den 50 m schmalen Kanal der Meerenge Rivière Salée;
- die Îles des Saintes (Terre-de-Haut und Terre-de-Bas) im Süden (14 km²)
- Marie-Galante im Südosten (158 km²)
- La Désirade im Osten (22 km²)

Der höchste Punkt des Archipels ist der Gipfel des Vulkans Soufrière mit 1.467 m, der auch der höchste Berg der kleinen Antillen ist (nicht zu verwechseln mit mehreren gleichnamigen Vulkanen z. B. auf Montserrat oder St. Vincent). Guadeloupe hat eine Küstenlänge von 581 km. Seine inneren Gewässer haben eine Fläche von 2.881 km², die Territorialgewässer 6.653 km² und ihre maritime Ausschließliche Wirtschaftszone (AWZ, 200-Meilen-Zone) umfasst 90.570 km²; sie ist Teil der französischen AWZ.
Liste der Inseln
- Baleine du Sud
- Basse-Terre *
- Grand Îlet (Îlets de Carénage)
- Grand Îlet (Îlets Pigeon)
- Grand Îlet (Petit-Bourg)
- Grande-Terre *
- Haie Bébel
- Îlet à Cabrit
- Îlet à Christophe
- Îlet à Cochons
- Îlet à Colas
- Îlet à Fajou
- Îlet à Kahouanne
- Îlet à Nègre
- Îlet Blanc
- Îlet Boissard
- Îlet Brument
- Îlet Caret
- Îlet Chasse
- Îlet Crabière
- Îlet de la Voûte
- Îlet des Petits Pompons
- Îlet du Vieux Fort
- Îlet du Gosier
- Îlet Duberran
- Îlet Feuille
- Îlet Fortune
- Îlet Frégate de Haut
- Îlet le Boyer
- Îlet Macou
- Îlet Mangue à Laurette
- Îlet Maurice
- Îlet Rat
- Îlet Saint-Hilaire
- Îlet Tome
- Îlet Yanka
- La Biche
- La Coche
- La Désirade *
- La Redonde
- La Roche
- Le Pâté
- Le Piton
- L'Éperon
- Le Souffleur
- L'Îlet
- Marie-Galante *
- Petit Îlet (Îlets de Carénage)
- Petit Îlet (Îlets Pigeon)
- Terre-de-Bas * (Îles des Saintes)
- Terre de Bas (La Désirade)
- Terre-de-Haut * (Îles des Saintes)
- Terre de Haut (La Désirade)
- Tête à l’Anglais

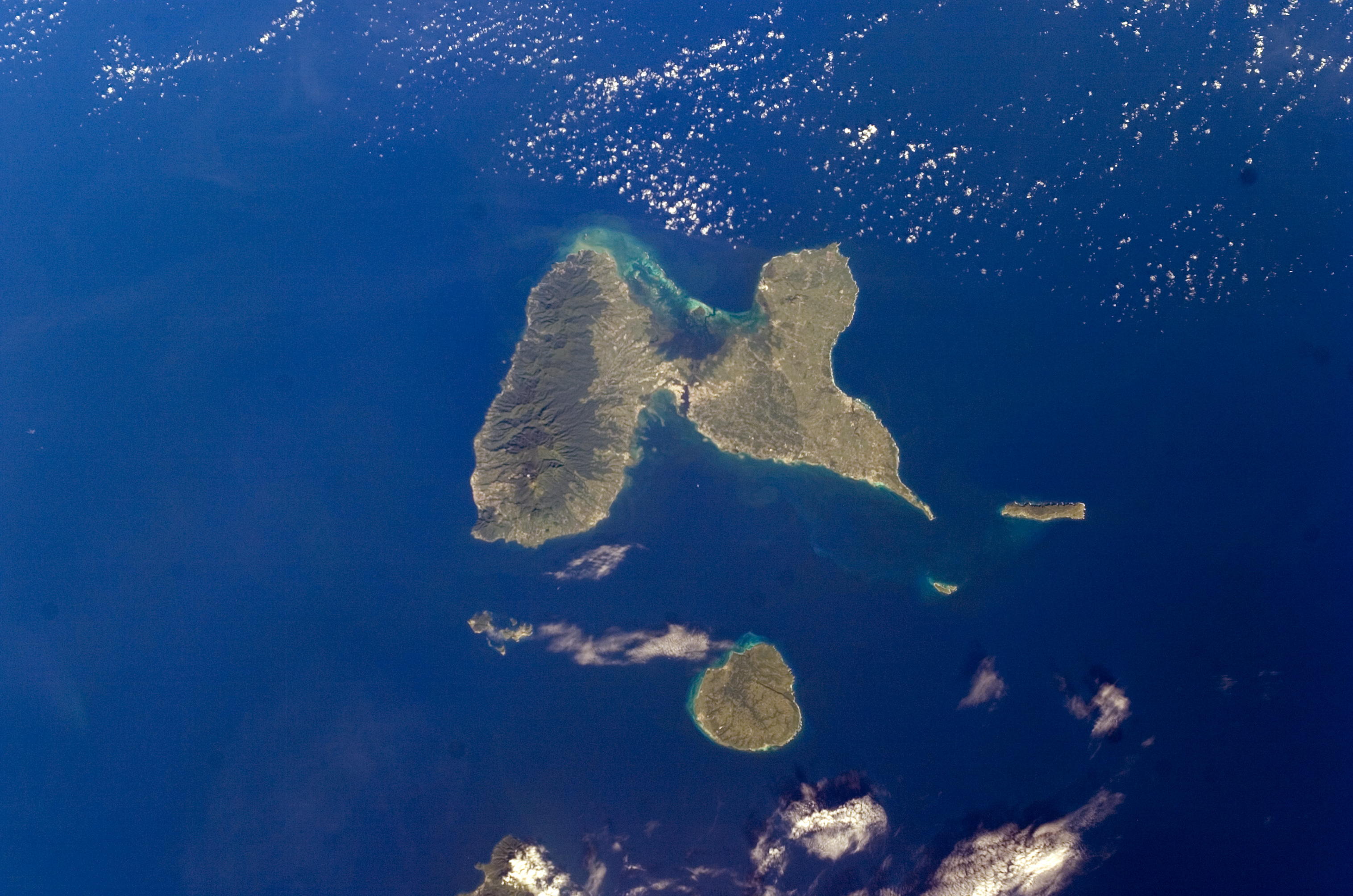
Guadeloupe von der ISS fotografiert

Bewohnte Inseln sind mit einem Stern (*) markiert. Die Liste ist nicht vollständig.

### Geologie und Geomorphologie

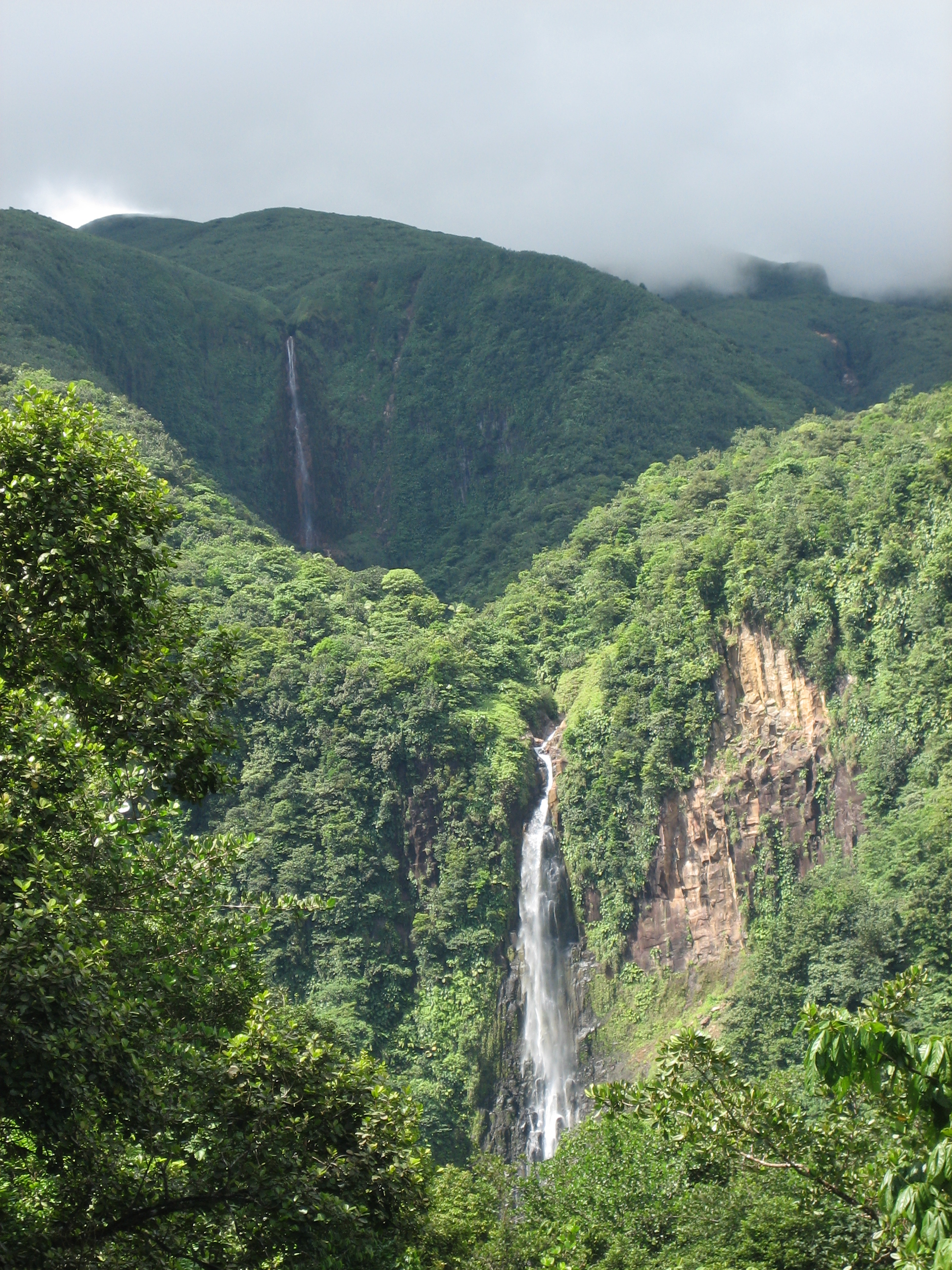
Der erste und der zweite Wasserfall des Carbet auf Basse-Terre, Guadeloupe

Guadeloupe liegt mit der Inselkette bzw. Inselbogen der kleinen Antillen am östlichen Rand der Karibischen Platte, in der Subduktionszone, in der die Südamerikanische Platte durch die Plattentektonik unter die Karibische Platte geschoben wird. Die Subduktion führt seit Millionen von Jahren zu vulkanischer Aktivität und Erdbeben, die bis heute vorkommen (s. Erdbeben in den kleinen Antillen 1974).
Basse-Terre und die Ile des Saintes liegen genau auf dieser jüngeren vulkanischen Kette der kleinen Antillen (die innere, Karibische Reihe bzw. Vulkan-Antillen), sind also durch Vulkane entstanden und von ihnen bis heute geprägt. Wie die anderen Inseln sind sie die Gipfel von Unterwasserbergen, die durch Anhäufung von Magma entstanden. Basse-Terre weist im Landesinneren eine von Nord nach Süd verlaufende Bergkette auf, die im Süden im höchsten Berg kulminiert, dem Vulkan La Soufrière (1467 m). Seine letzten Ausbrüche fanden 1797, 1837 und 1976–77 statt.
Die Kalium-Argon-Datierung weist darauf hin, dass die drei nördlichen Massive auf Basse-Terre 2,79 Millionen Jahre alt sind. Teile der Vulkane stürzten ein und erodierten in den letzten 650.000 Jahren, wonach der Vulkan Sans Toucher im Einsturzgebiet wuchs. Vulkane im Norden von Basse-Terre produzierten hauptsächlich Andesit und Basaltandesit. Es gibt mehrere Strände mit dunklem oder „schwarzem“ Sand.
Grande-Terre, Marie-Galante und La Desirade liegen auf dem vorgelagerten älteren, ebenfalls vulkanisch entstandenen, aber inzwischen durch Korallen überformten Inselbogen (die äußere, Atlantische Reihe bzw. Kalk-Antillen). Alle drei gehören zum Inseltyp der gehobenen Atolle. Im Verlauf der Jahrmillionen schwankte der Meeresspiegel, wodurch teils erhebliche Kalk-Ablagerungen entstanden. Grande-Terre ist relativ flach (nur wenige Erhebungen überschreiten 150 m) und besteht hauptsächlich aus Kalkstein.

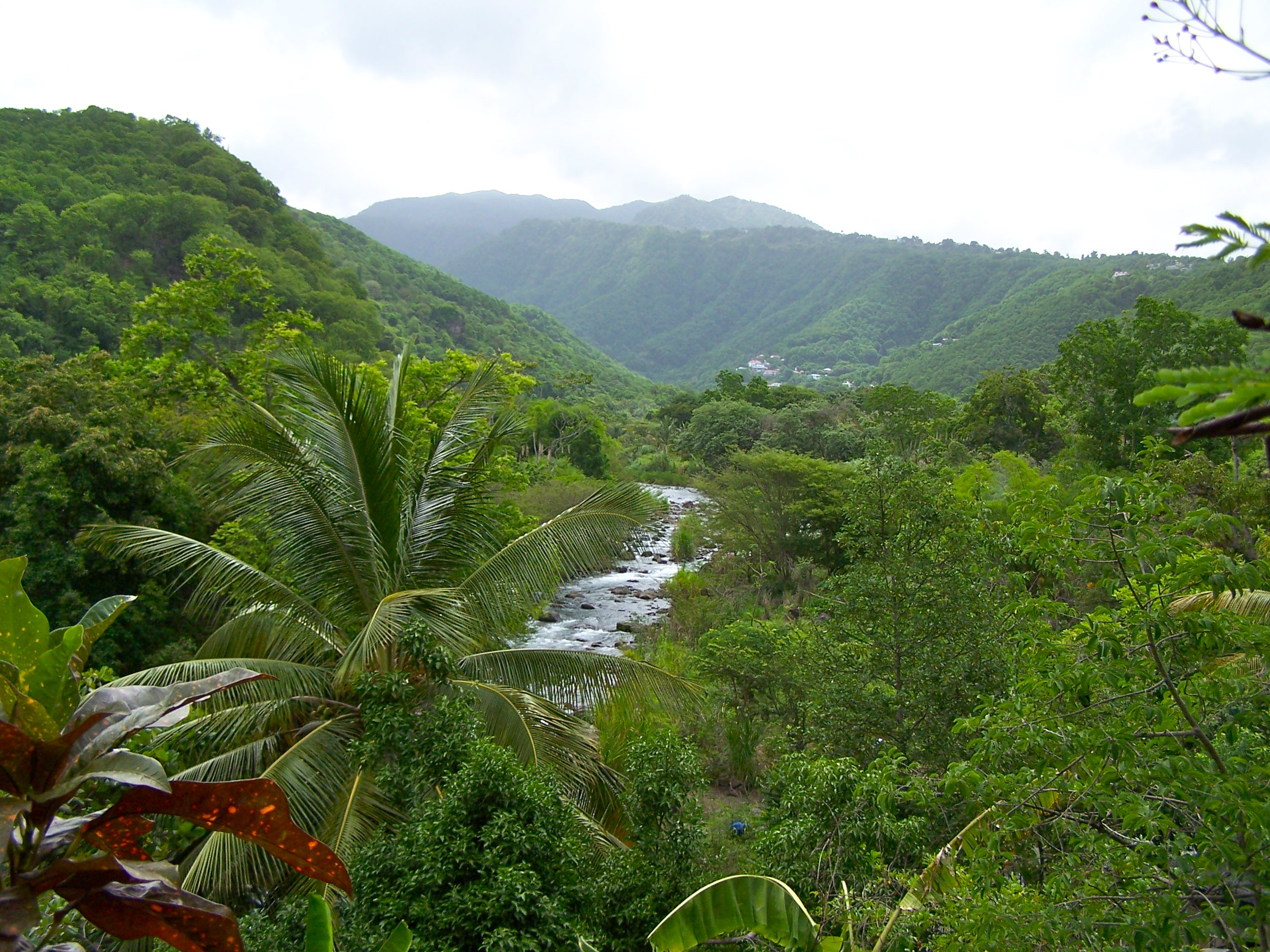
Der Fluß Grande-Rivière des Vieux-Habitants, Vieux-Habitants, auf Basse-Terre
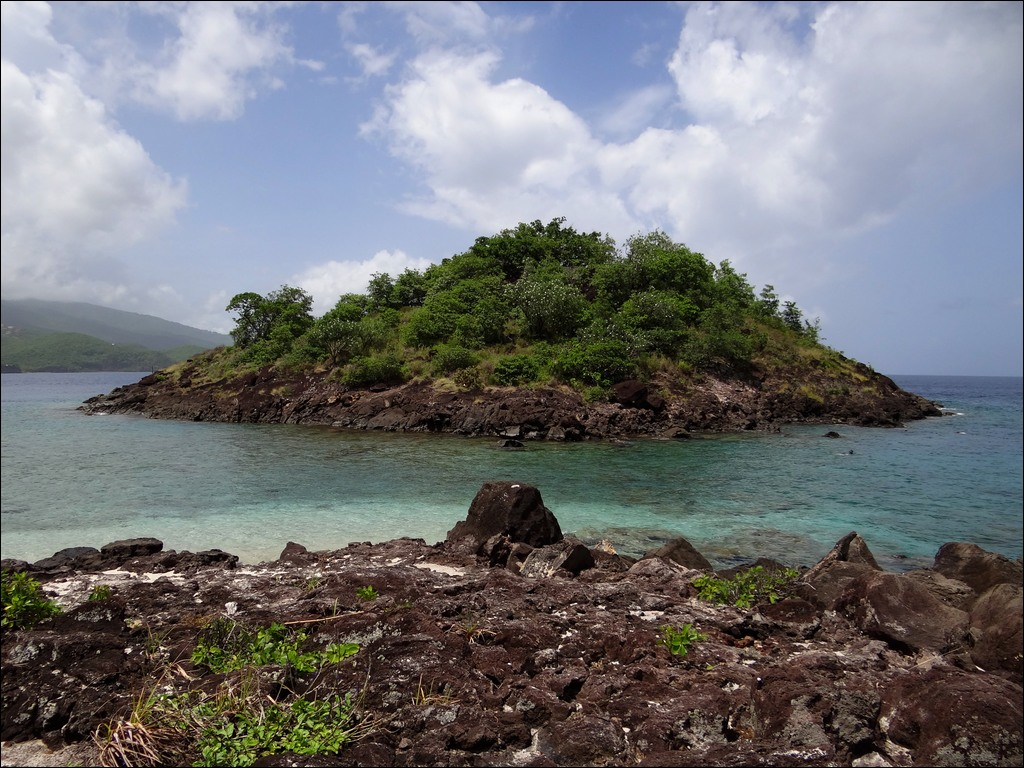
Die Îlets de Pigeon im Reservat Coustau (Réserve Cousteau) im Nationalpark Parc National de la Guadeloupe, Bouillante, auf Basse-Terre
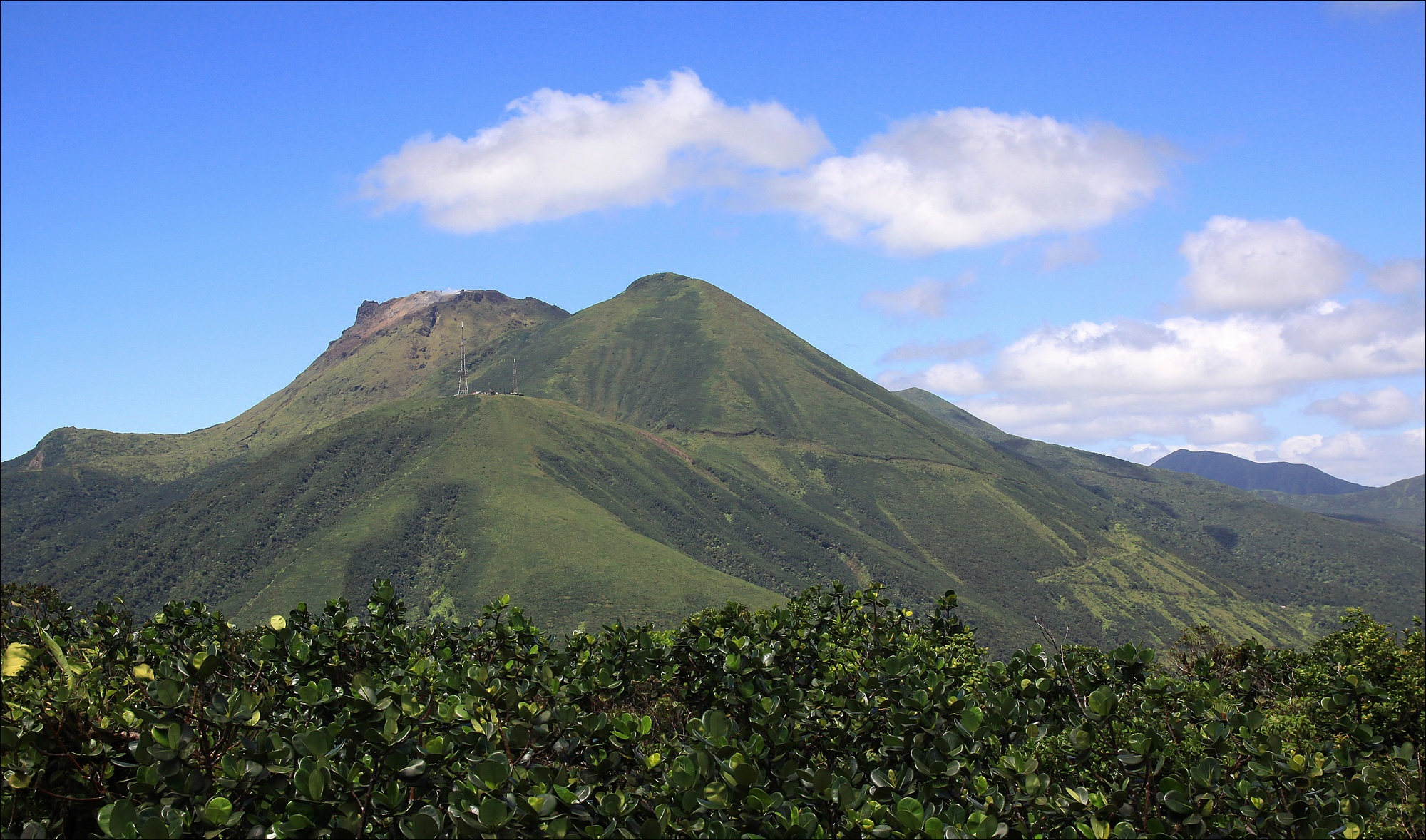
Vulkanmassiv des Soufrière, Basse-Terre
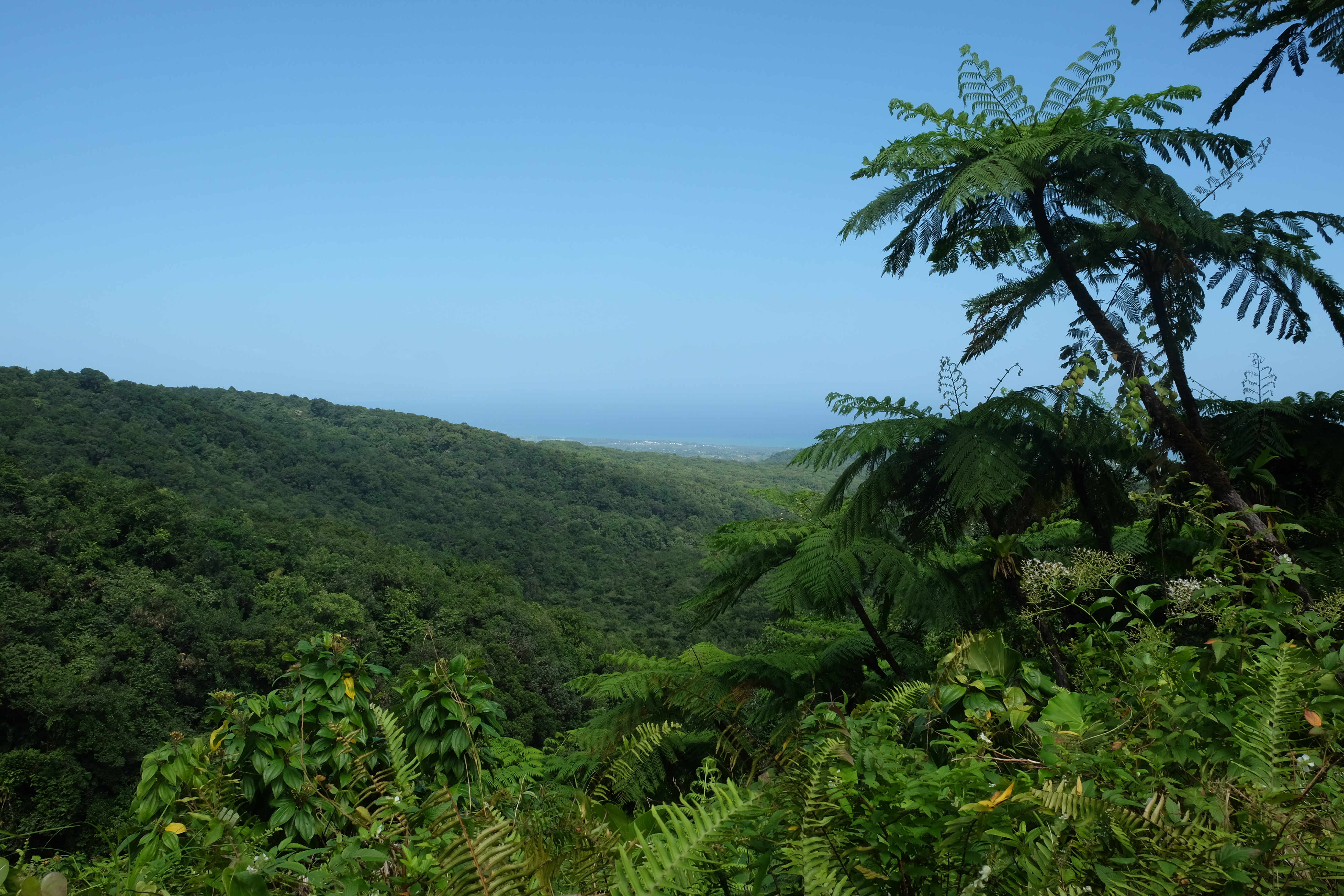
Panoramablick von den Wasserfällen des Carbet (Chutes du Carbet), Capesterre-Belle-Eau, auf Basse-Terre
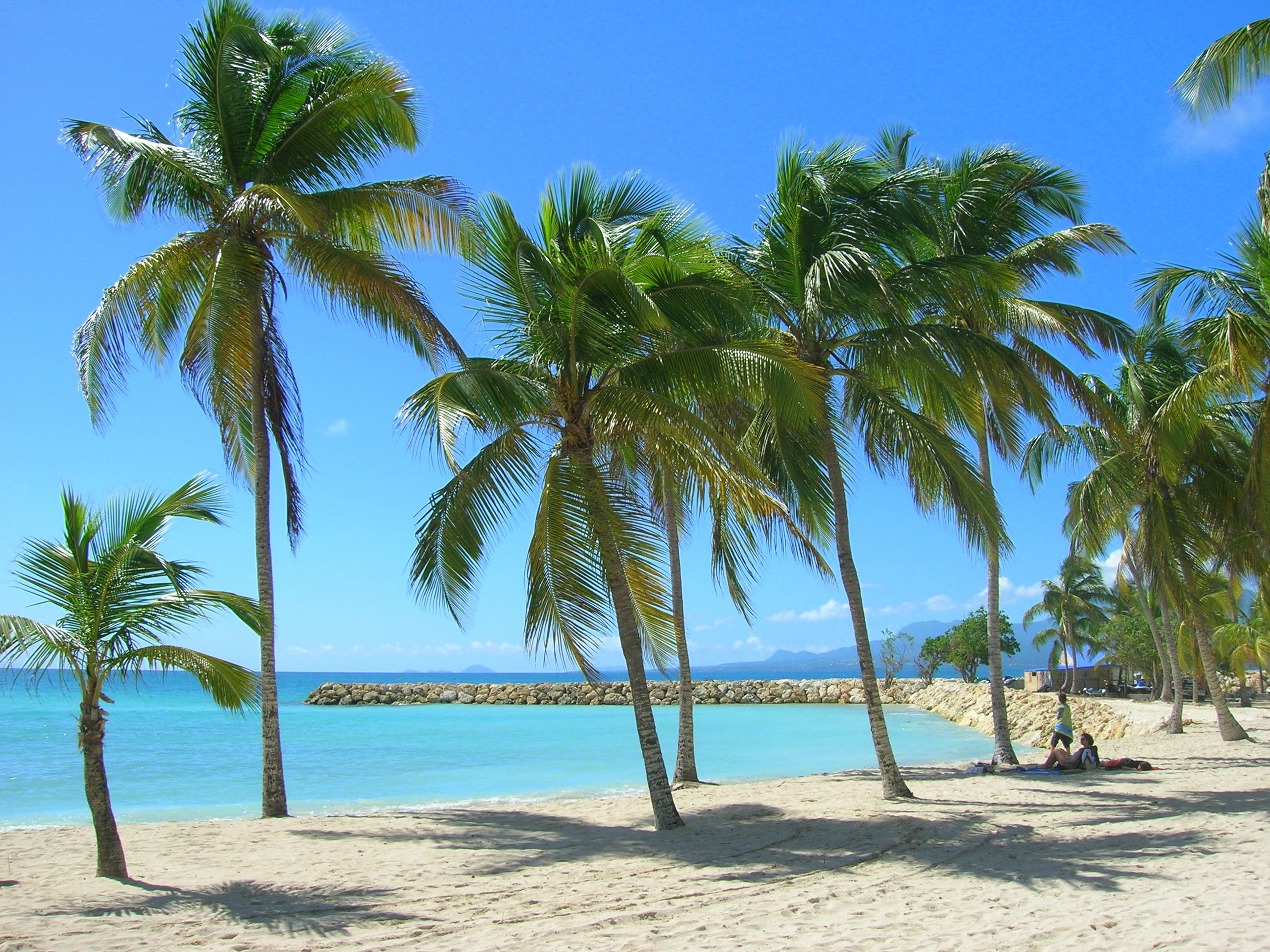
Strand von Sainte-Anne auf Grande-Terre
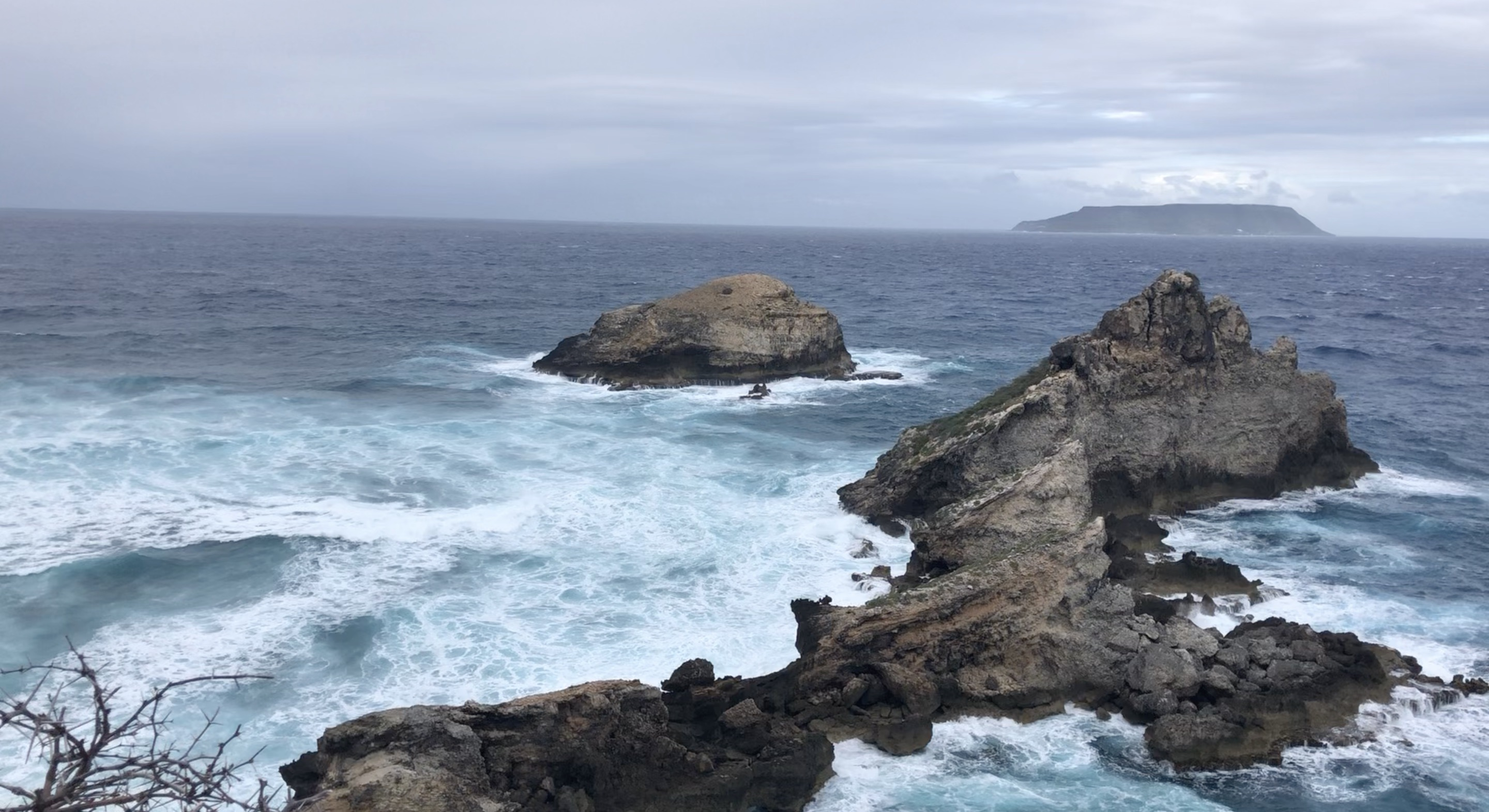
Blick von der Insel La Désirade von der Pointe des Châteaux, Saint-François, auf Grande-Terre
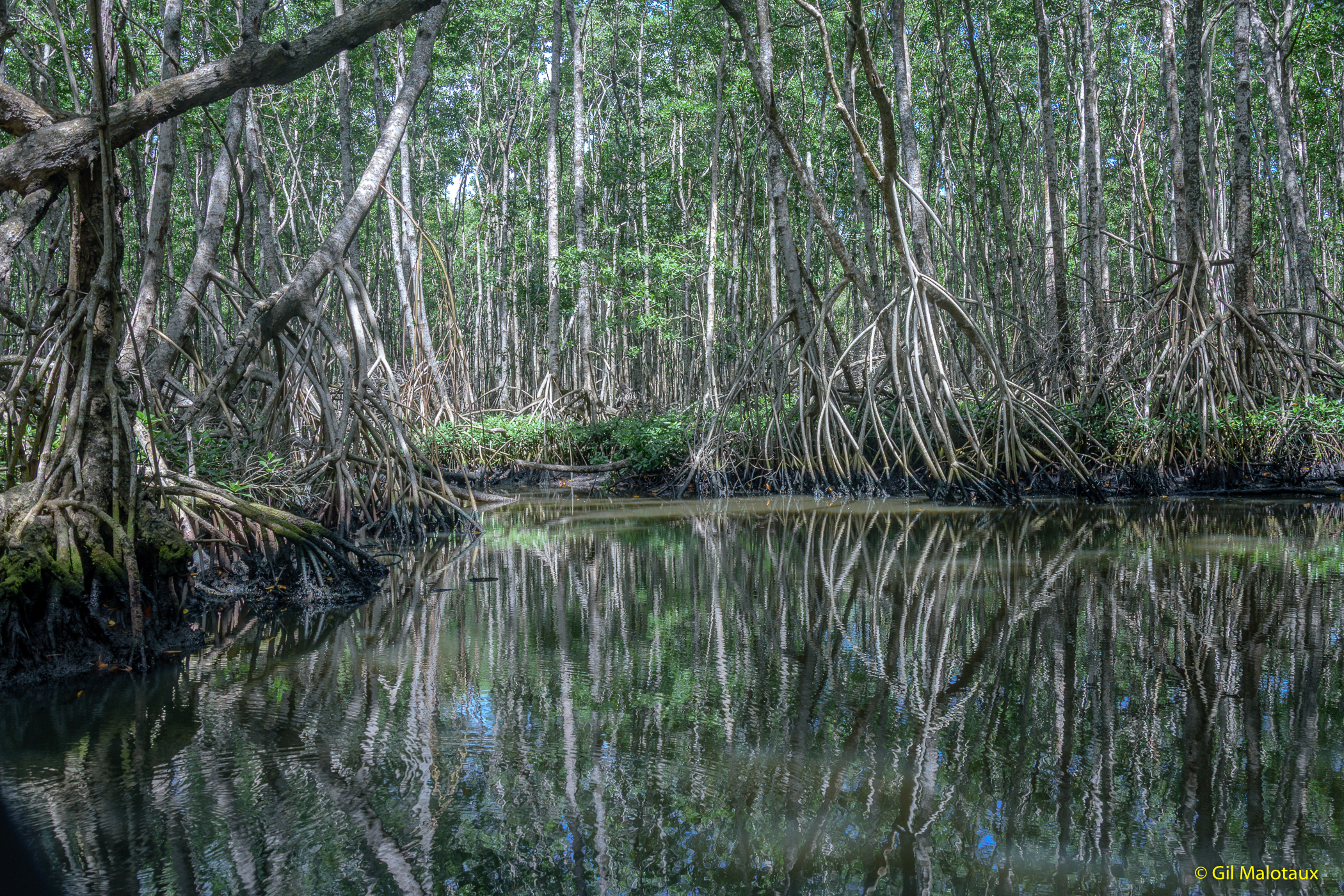
Mangrovenwald bei Le Moule auf Grande-Terre
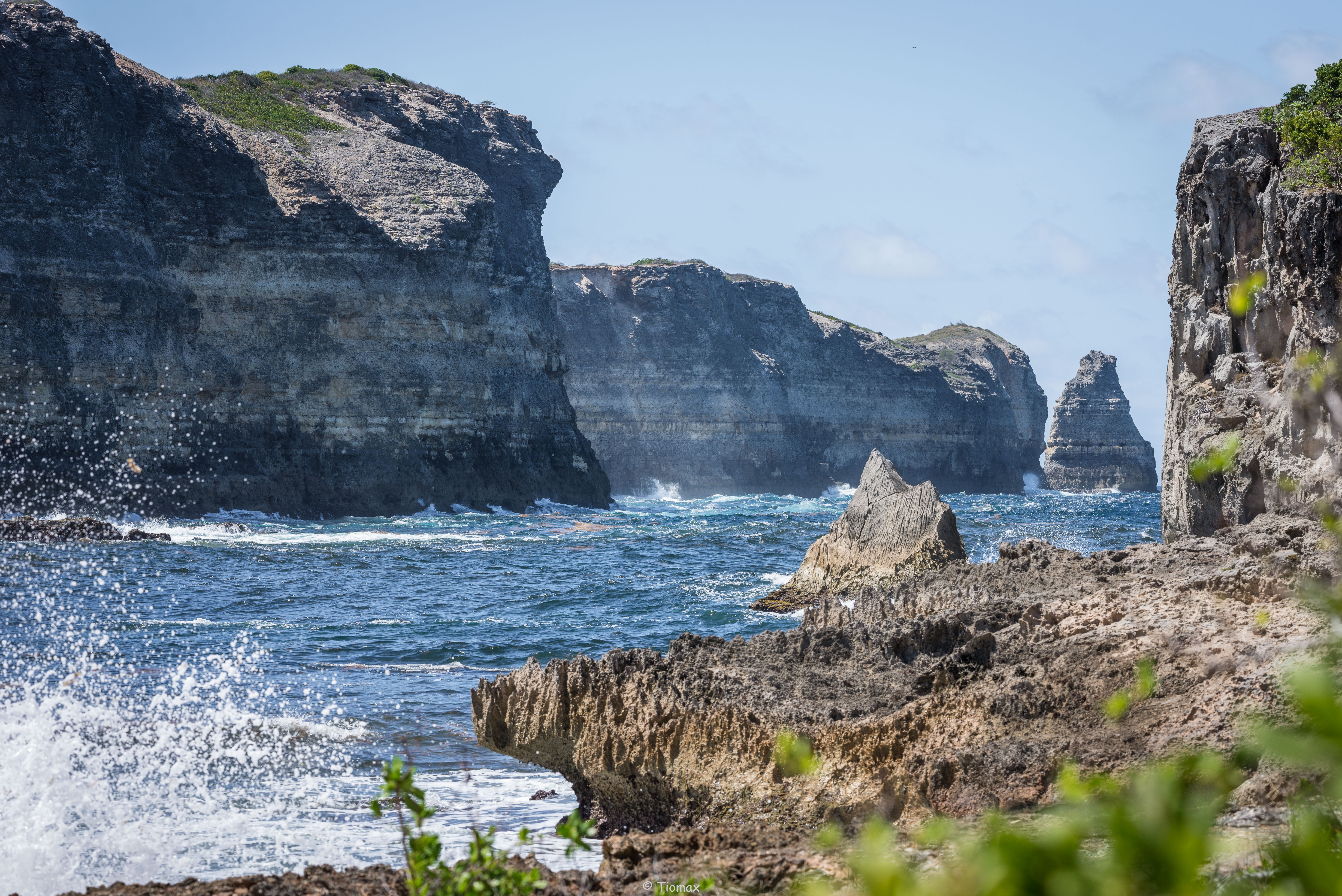
Klippen des Höllentors (Porte d'Enfer) bei Anse-Bertrand auf Grande-Terre
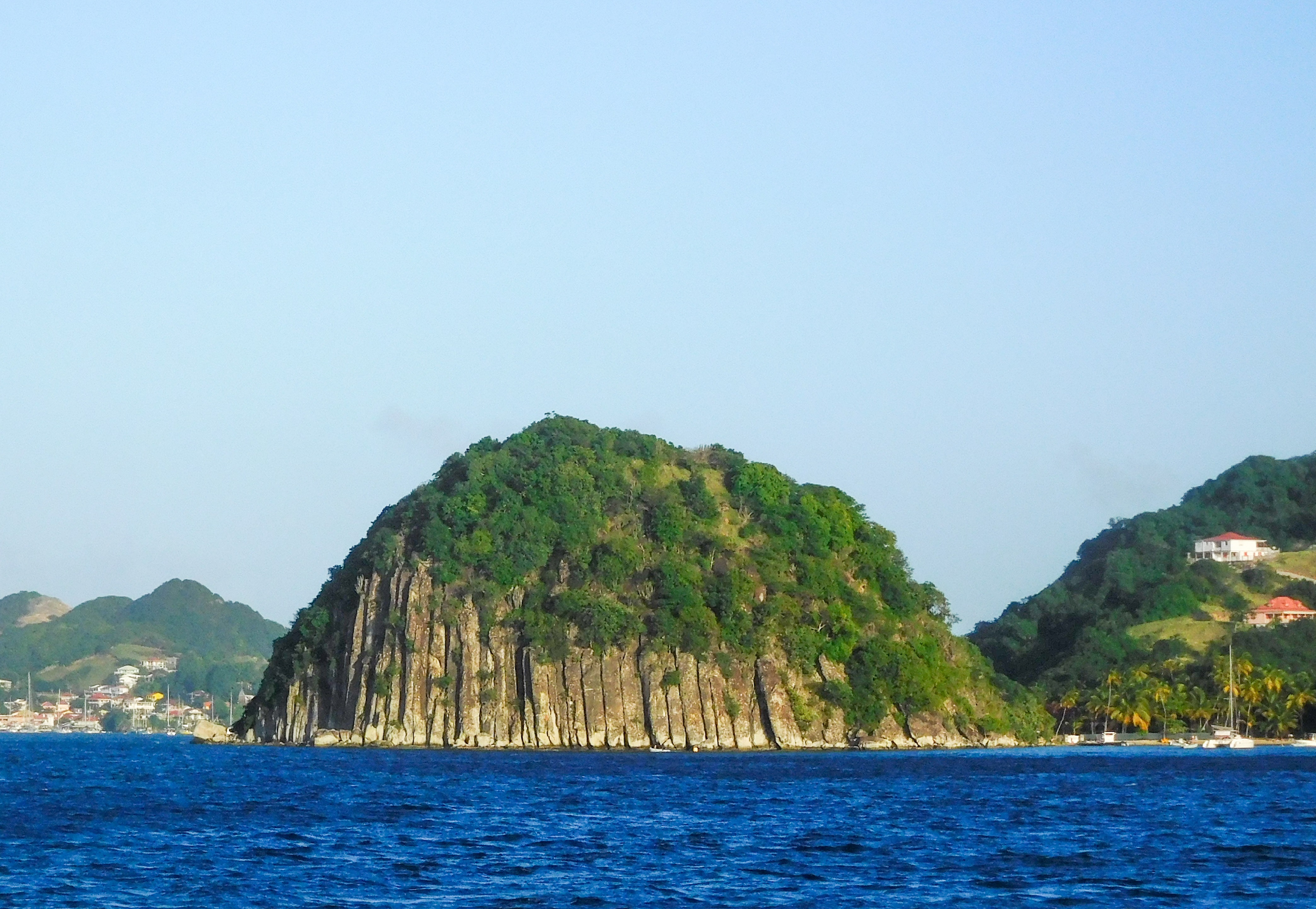
Der Zuckerhut (Pain de Sucre) auf der Insel Terre-de-Haut
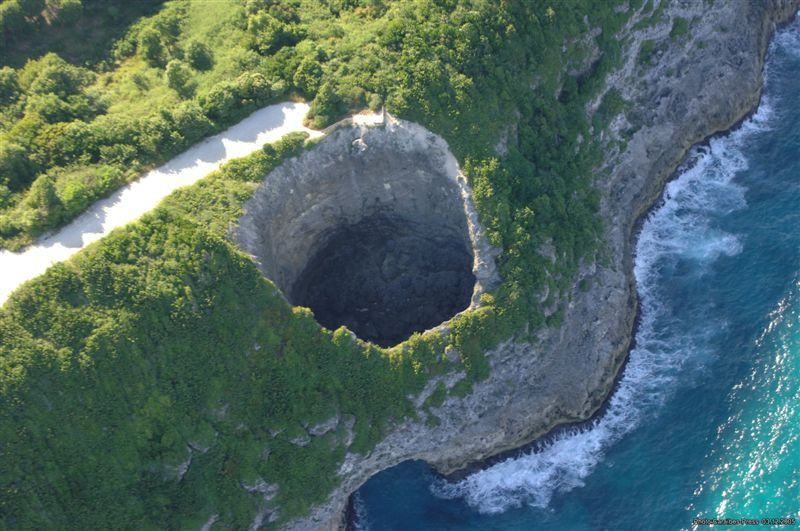
La Gueule Grand Gouffre, auf der Insel Marie-Galante

### Klima
Guadeloupe weist ein tropisches Klima auf, das von maritimen Einflüssen gemildert wird. Es ist von tropischen Temperaturen, hoher Luftfeuchtigkeit und Regen gekennzeichnet. Während der atlantischen Hurrikansaison besteht die Gefahr von tropischen Stürmen. Es werden eine Trockenzeit von Januar bis Juni und eine Regenzeit von Juli bis Dezember unterschieden.
Temperatur
Die mittlere Temperatur beträgt 27 °C, es gibt keine großen Unterschiede zwischen den heißesten (von 25 °C bis 32 °C) und den kühlsten (von 23 °C bis 29 °C) Monaten. Die mittlere Temperatur auf Meereshöhe beträgt 28 °C.
|                       | Jan  | Feb  | Mär  | Apr   | Mai   | Jun   | Jul   | Aug   | Sep   | Okt   | Nov   | Dez   |   |      |
| Mittl. Tagesmax. (°C) | 29,1 | 29,1 | 29,4 | 30,1  | 30,7  | 31,3  | 31,5  | 31,6  | 31,5  | 31,2  | 30,5  | 29,6  | ⌀ | 30,5 |
| Mittl. Tagesmin. (°C) | 19,9 | 19,9 | 20,4 | 21,7  | 23,1  | 23,8  | 23,8  | 23,7  | 23,3  | 22,9  | 22,1  | 20,9  | ⌀ | 22,1 |
|                       |      |      |      |       |       |       |       |       |       |       |       |       |   |      |
| Niederschlag (mm)     | 84,0 | 64,0 | 73,0 | 123,0 | 148,0 | 118,0 | 150,0 | 198,0 | 236,0 | 228,0 | 220,0 | 137,0 | Σ | 1779 |

| 19,9 |

| 19,9 |

| 20,4 |

| 21,7 |

| 23,1 |

| 23,8 |

| 23,8 |

| 23,7 |

| 23,3 |

| 22,9 |

| 22,1 |

| 20,9 |

| 19,9 |

| 19,9 |

| 20,4 |

| 21,7 |

| 23,1 |

| 23,8 |

| 23,8 |

| 23,7 |

| 23,3 |

| 22,9 |

| 22,1 |

| 20,9 |

Niederschlag

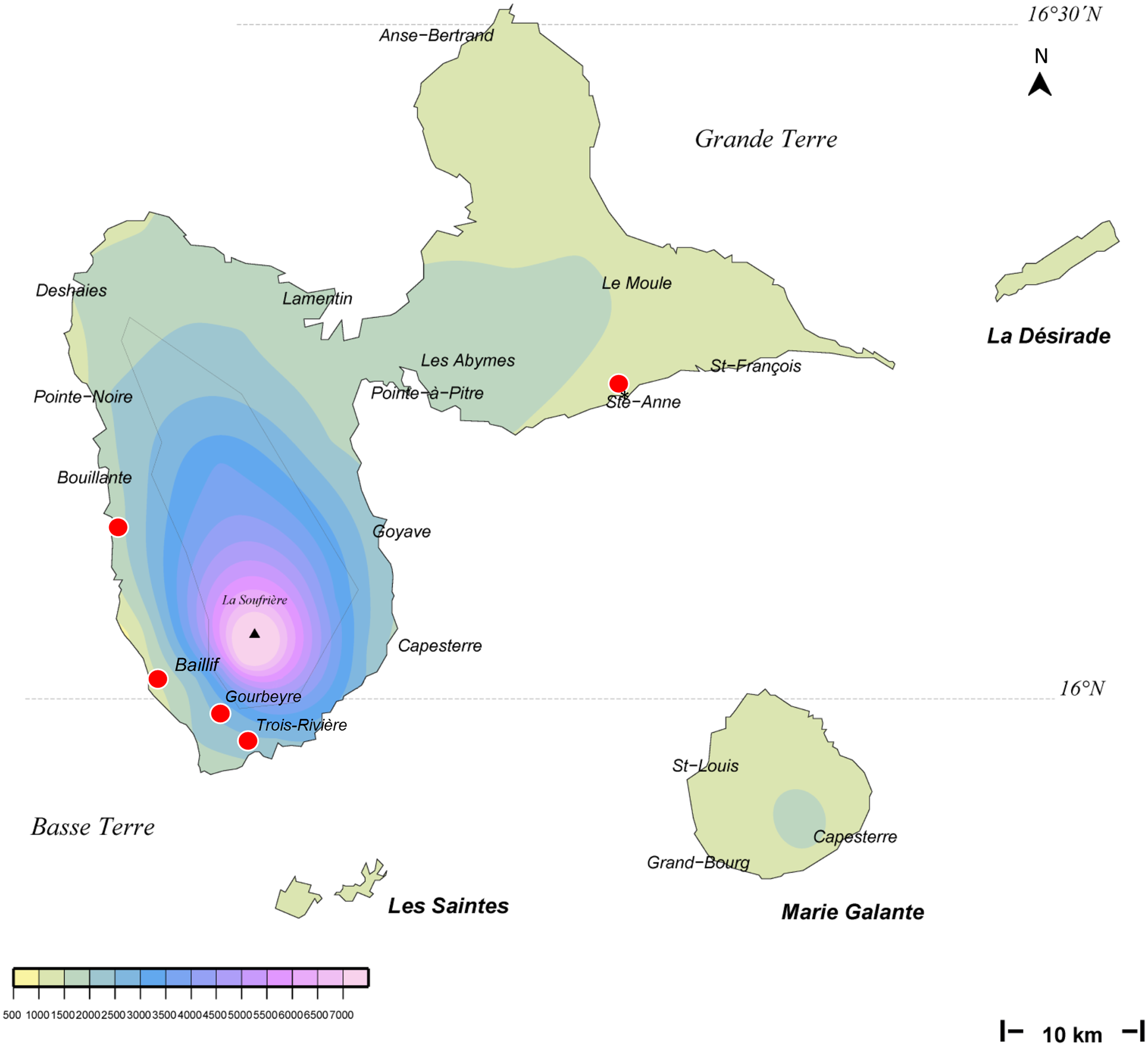
Niederschlagsverteilung auf Guadeloupe

Die unterschiedlichen Oberflächenformen des Archipels, insbesondere der Kontrast zwischen Basse-Terre und Grande-Terre, führen zu einem spezifischen Klima auf jeder dieser Inseln.
Die Niederschlagswerte unterscheiden sich deutlich, Basse-Terre erhält wesentlich mehr Regen, da seine steilen Berge viele der Passat-Winde abfangen, Grande-Terre dagegen weist ein trockeneres Klima auf, seine Kalk-Ebenen erleben regelmäßig spürbare Dürren (s. Grafik).
Spitzenwerte weist der Gipfel des Soufriere auf mit Temperaturen lediglich zwischen 15 und 22 °C sowie nebligem, teils windigem Wetter und starken Niederschlägen von bis zu 12.000 Millimetern im Jahr.

### Flora
Das bergige Basse-Terre ist stark bewaldet, verbreitet sind Farne, daneben auch Mahagonigewächse. Für den Regenwald auf Basse-Terre sind Asplundia-Arten, Baumfarne oder Philodendren (v. a. Philodendron giganteum) im Unterwuchs oder große Bäume wie Sloanea spp., Dacryodes excelsa und Amanoa caribaea typisch. An den Ufern der Salee-Meerenge findet sich sumpfiger Mangroven-Wald. Auf Grande-Terre wurde der Wald fast vollständig gerodet.

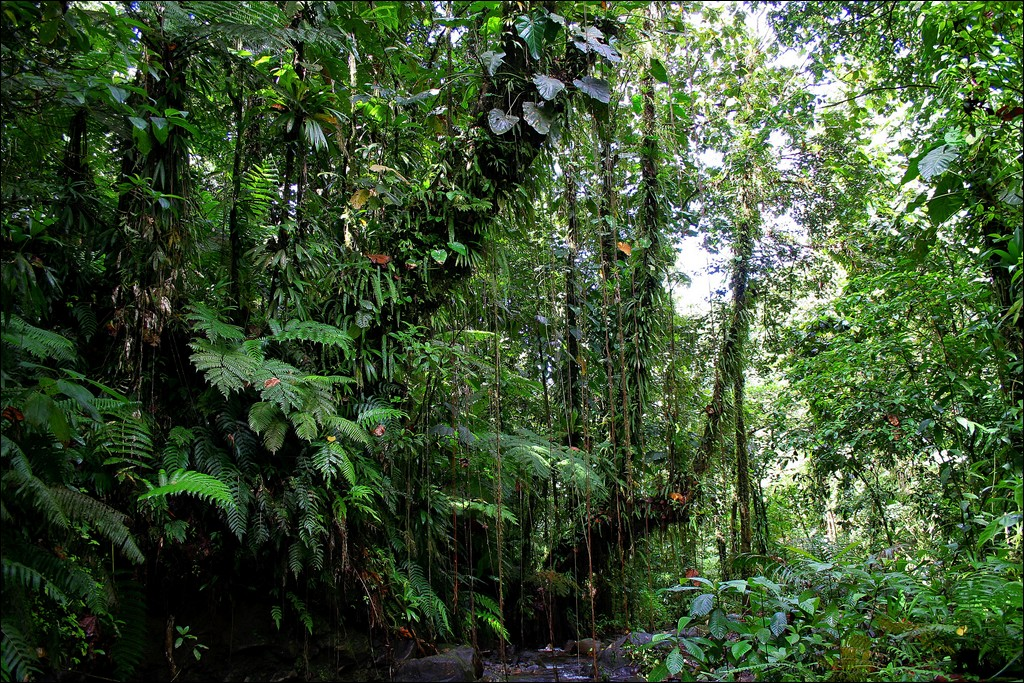
Tropischer Regenwald
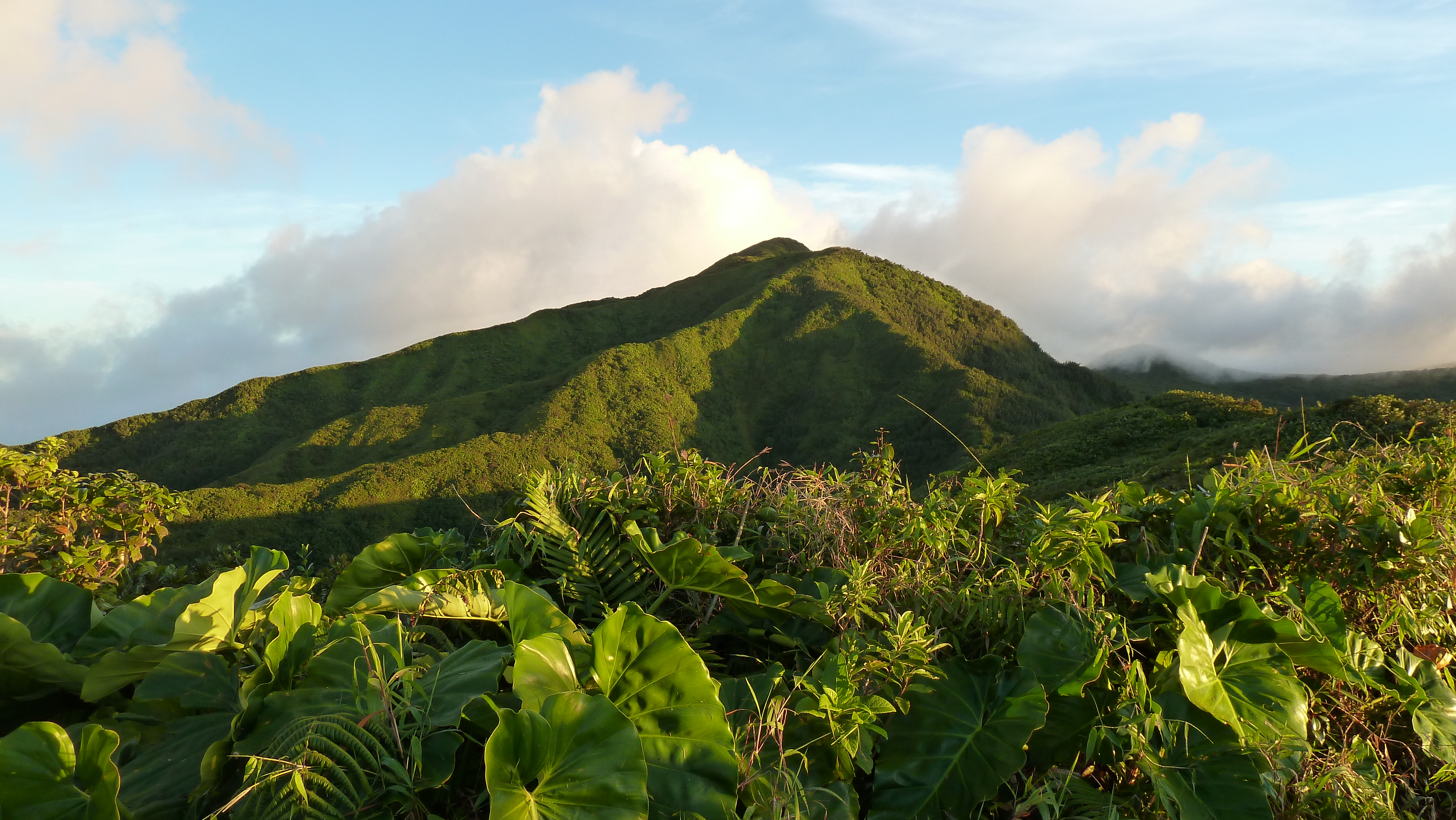
Feuchtsavanne
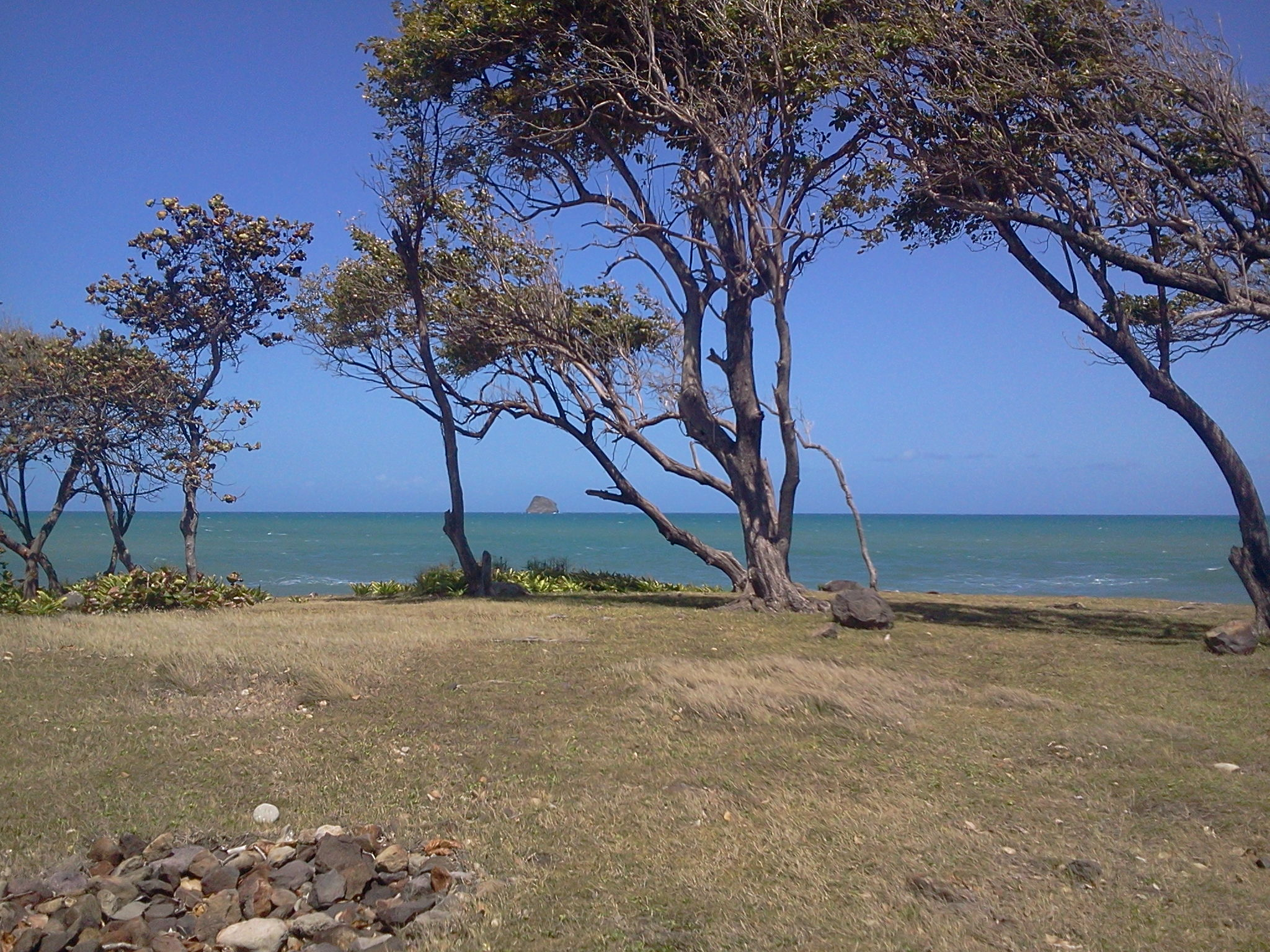
Trockenwald an der Küste
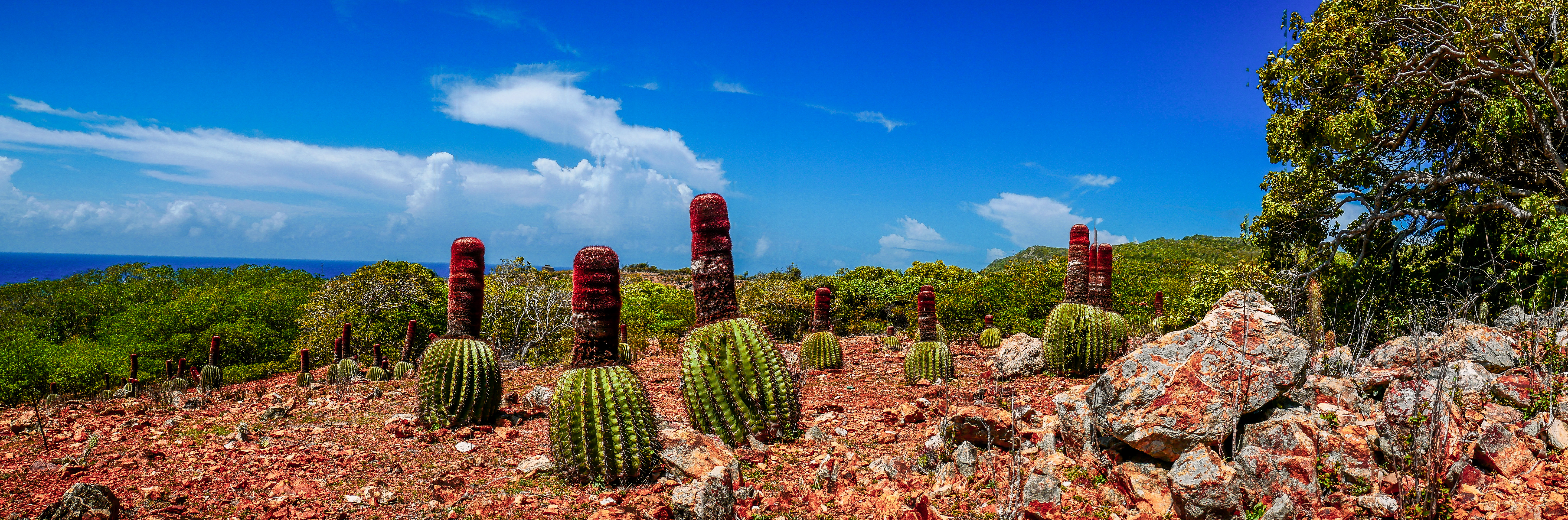
Melocactus intortus („Têtes à l'Anglais“) wachsen in ariden Zonen
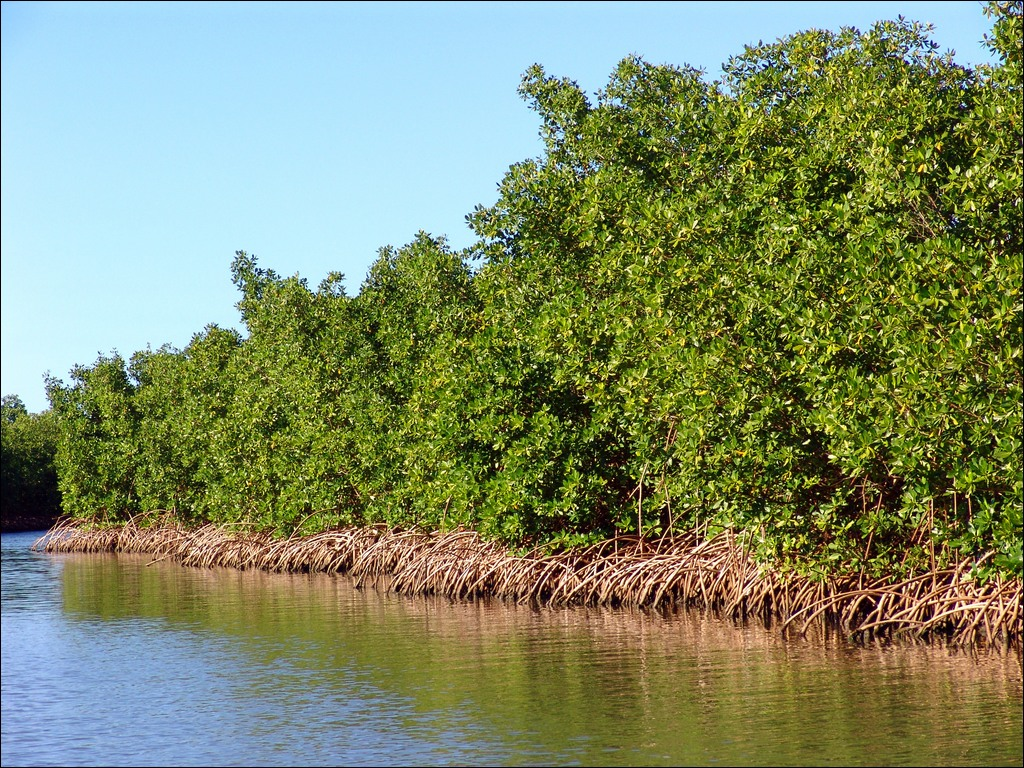
Mangrovenwald an Ufern

### Fauna
Auf Guadeloupe finden sich zahlreiche Arten von Schmetterlingen, Gespenstschrecken, Käfer (z. B. Herkuleskäfer), dazu eine endemische Spinnenart, die Holothele sulfurensis.
Es finden sich Reptilien wie die Köhlerschildkröte, Nattern wie die Alsophis antillensis (Antillen-Schlanknatter) oder Alsophis sanctonum, eine Spezies der Blindschlangen (Typhlops guadeloupensis), Leguane wie den Kleinen Antillen-Leguan und den Grünen Leguan, einen Gecko (Hemidactylus mabouia) und einige Kleineidechsen (Anolis). Zwei Batracian-Arten sind in Basse-Terre endemisch, u. a. Eleutherodactylus pinchoni.
Es gibt viele Vogelarten, u. a. Antillenhaubenkolibri, Guadeloupespecht (endemisch und vom Aussterben bedroht), Turmfalke, Braunpelikan und Prachtfregattvogel. Schätzungen gehen von 13 Fledertier-Arten aus, u. a. Myotis dominicensis, Noctilio leporinus, grande chauve-souris brune guadeloupéenne. Symbolisch wichtige Säugetiere sind der Guadeloupe-Waschbär (Procyon lotor minor) und das Goldaguti (vom Aussterben bedroht, geschützt).

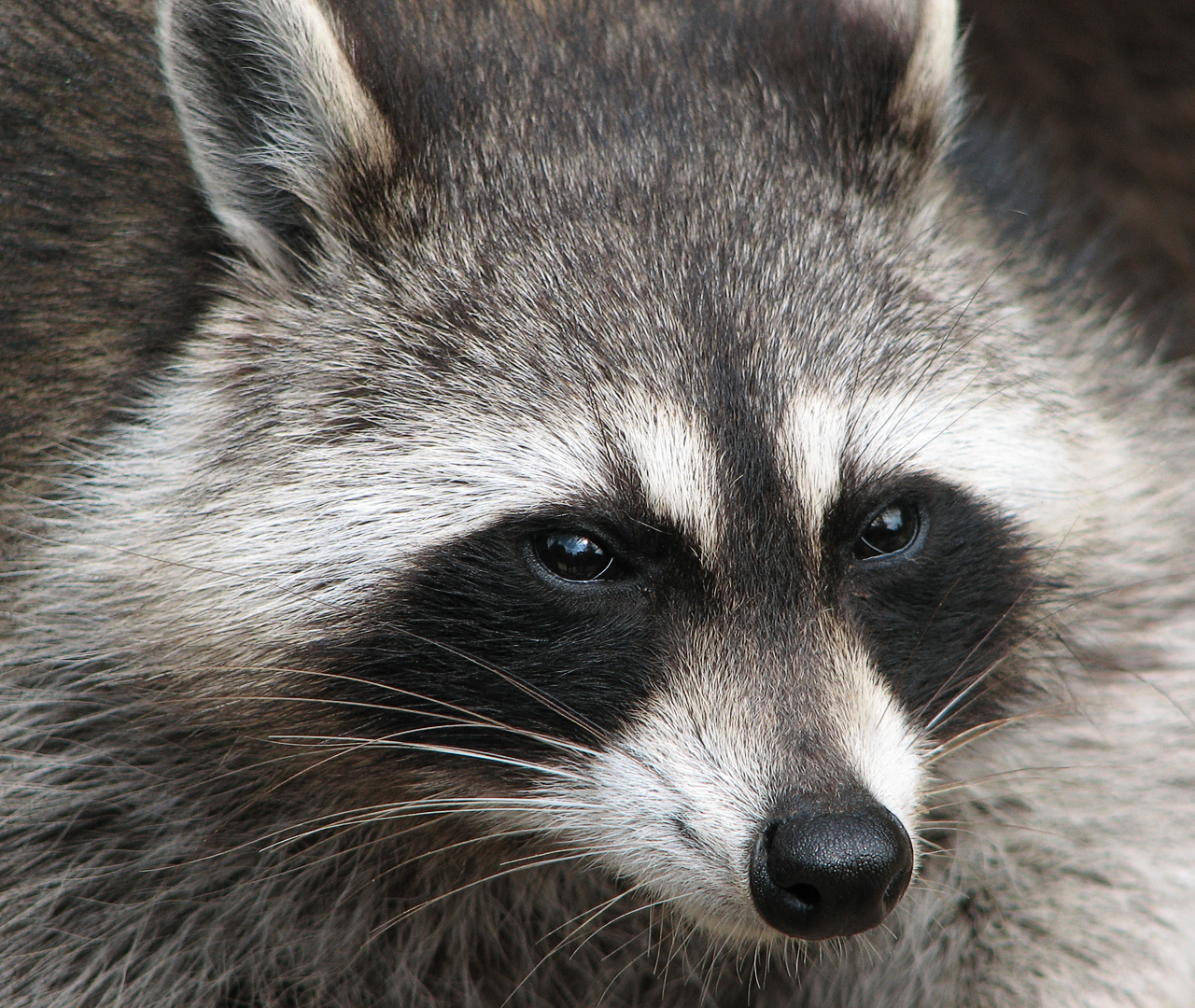
Guadeloupe-Waschbär (Procyon lotor minor)
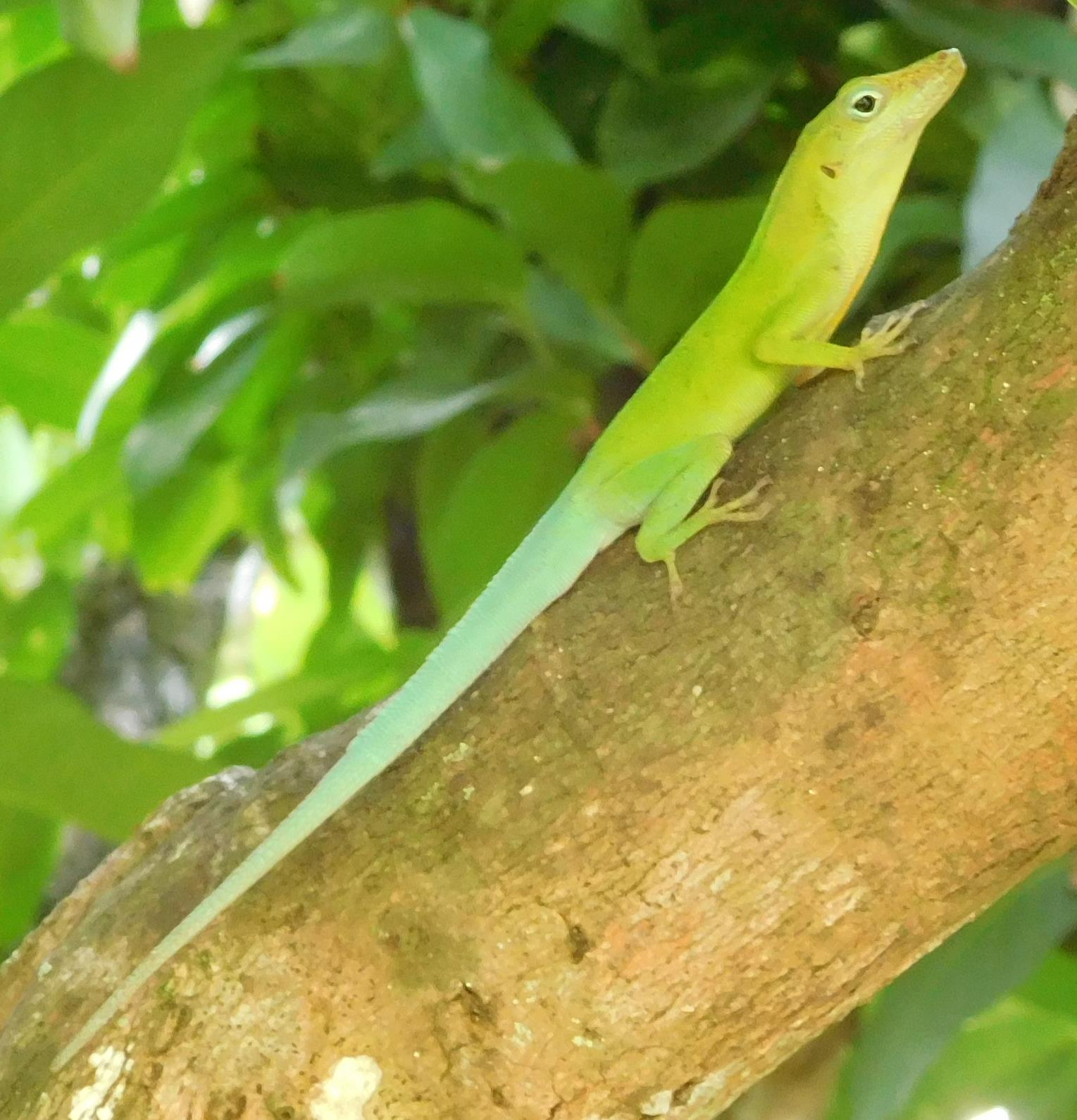
Anolis
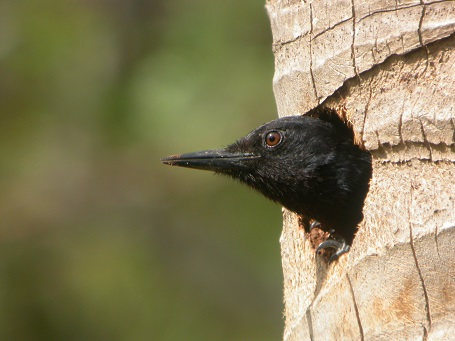
Guadeloupespecht
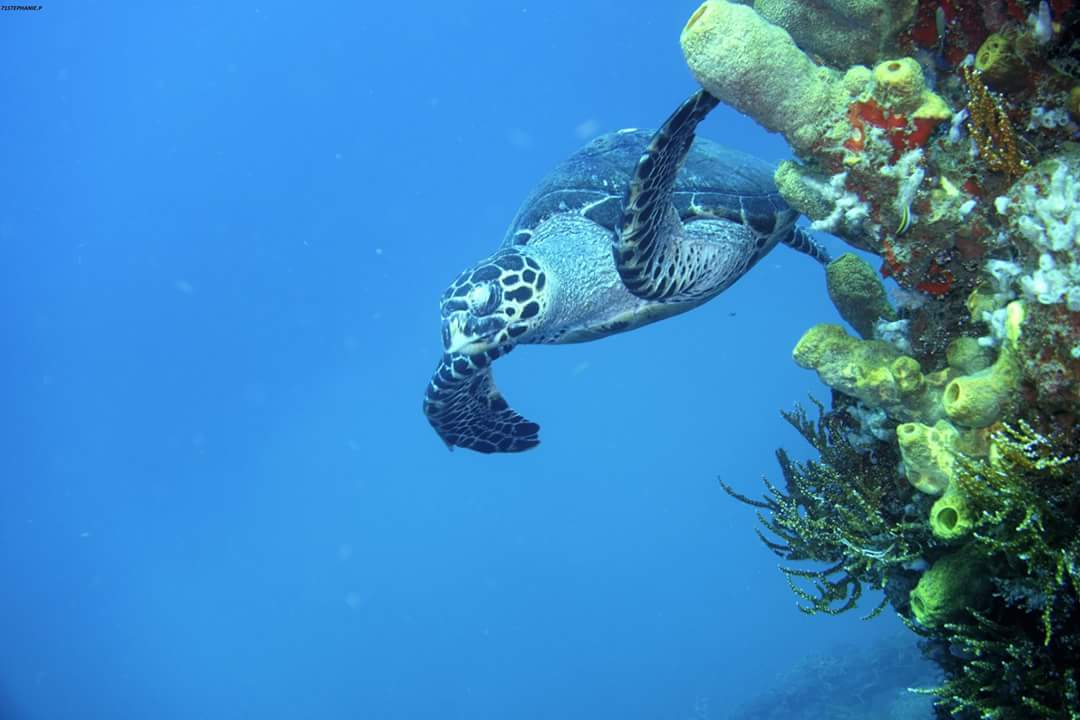
Echte Karettschildkröte
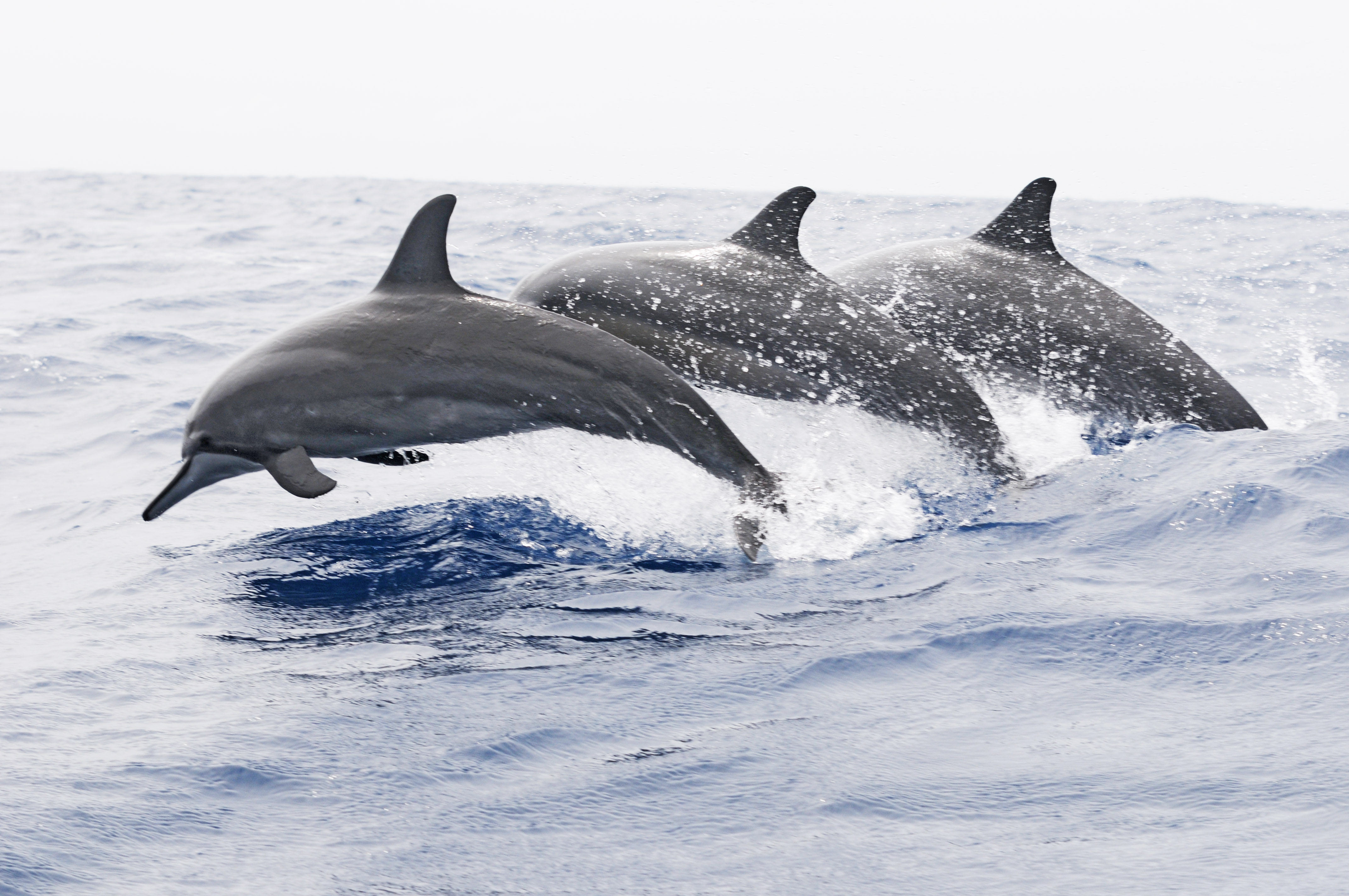
Ostpazifischer Delfin

## Bevölkerung
Am 1. Januar 2022 hatte Guadeloupe 383.569 Einwohner.

### Demographie
Das Durchschnittsalter beträgt 35,6 Jahre (2008).
Aufteilung nach Altersgruppen:
00–19 Jahre: 30,3 %
20–39 Jahre: 23,6 %
40–59 Jahre: 27,9 %
60–74 Jahre: 11,9 %
>7500 Jahre: 06,3 %
Der Frauenanteil beträgt 52 %, der Ausländeranteil betrug 2007 5,8 %, derjenige der Immigranten 8,3 %.
Das durchschnittliche Bevölkerungswachstum beträgt 0,85 % pro Jahr, die Geburtenrate 14,25 Geburten auf 1000 Einwohner und die Sterberate 6,89 Todesfälle auf 1000 Einwohner. Alle Zahlen basieren auf Angaben des offiziellen Statistik-Instituts INSEE (Institut national de la statistique et des études économiques) von Ende Dezember 2009.
Die Kindersterblichkeitsrate liegt bei 9,77 Totgeburten auf 1000 Lebendgeburten. Die Lebenserwartung beträgt im Durchschnitt 77,0 Jahre, für Frauen 80,3 Jahre und für Männer 73,8 Jahre. Die Fruchtbarkeitsrate liegt bei 1,93 geborenen Kinder pro Frau. Die Zahlen sind jeweils Schätzungen für das Jahr 2002.
Bevölkerungsentwicklung
| Jahr | Einwohnerzahl |
| ---- | ------------- |
| 1950 | 210.003       |
| 1960 | 275.161       |
| 1970 | 319.334       |
| 1980 | 330.177       |
| 1990 | 385.878       |
| 2000 | 424.646       |
| 2010 | 430.718       |
| 2017 | 409.568       |
| 2022 | 395.752       |

Quelle: UN

### Ethnien
Rund 90 % der Guadeloupianer sind afrikanischer oder gemischter Abstammung. Ungefähr 5 % der Bevölkerung sind Weiße. Inder, Libanesen oder Chinesen machen zusammen weniger als 5 % aus.
Innerhalb der Gruppe der Weißen können mehrere Gruppen unterschieden werden. Die Nachkommen der kolonialen Oberschicht werden Grands-Blancs genannt. Daneben existieren aber auch einige Gruppen verarmter weißer Siedler (Petits-Blancs): die Blancs-Matignons in den Grands-Fonds auf Grande-Terre, die Saintois auf dem Archipel Les Saintes und die Désiradiens auf der Insel La Désirade.

### Religionen
Die Mehrheit der Einwohner gehören der Katholischen Kirche an. Es gibt Minderheiten von Hindus, Religionen afrikanischen Ursprungs und Protestanten.

### Bildung
Guadeloupe ist Sitz der Université des Antilles, die über drei Standorte verfügt: Campus de Fouillole in Pointe-à-Pitre, Campus du Camp Jacob in Saint-Claude und Campus de l'INSPE de l'académie de Guadeloupe in Les Abymes. 16 % der erwachsenen Bevölkerung von Guadeloupe haben Schwierigkeiten beim Lesen und Schreiben.

## Geschichte

### Arawak und Kariben
Die ältesten archäologischen Zeugnisse menschlichen Lebens stammen aus der Zeit von 3500 bis 3000 v. Chr. Ab 500 v. Chr. besiedelten die Saladoiden die Antillen. Ihnen folgten ab 600 n. Chr. die Arawak und ab dem 9. Jahrhundert schließlich die Kariben. Diese Ethnien kamen aus Südamerika und hatten ähnliche Lebensweisen. Aus der Beute, die sie durch Jagd und Fischfang erlegten, bereiteten sie einen sehr scharfen Pfeffertopf zu und servierten ihn mit Fladenbrot aus Maniokmehl. Daneben aßen sie Papayas, Guaven, Ananas und Avocados und die Männer rauchten Zigarren. Zu ihren Haushaltsgeräten gehörten Tongefäße, Behälter aus Pflanzenmaterial und Hängematten aus Baumwolle.
Die Frauen trugen einen Lendenschurz, die Männer gingen nackt. Zum Schutz gegen Insekten, als Schmuck und als Kriegsbemalung rieben sie sich mit einem Roucou genannten roten Pflanzenfarbstoff ein, der mit Öl vermischt wurde. Auf ihren Kriegszügen töteten die Kariben die Arawak-Männer und versklavten die Frauen. Von den Kariben wurde berichtet, dass sie ihre männlichen Gefangenen verzehrt haben sollen. Allerdings hat sich herausgestellt, dass viele Gerüchte um Kannibalismus wissenschaftlich nicht haltbar sind und sich entweder als falsch verstandene Beerdigungsriten entpuppten oder ihren Ursprung in aufgebauschter Berichterstattung hatten.

### Kolonisierung und Sklavenwirtschaft
Kolumbus erreichte die Insel als erster Europäer auf der Hinfahrt seiner zweiten Reise am 4. November 1493. Er nannte sie Guadalupe nach dem spanischen Wallfahrtsort Nuestra Señora de Guadalupe, da er den Mönchen dort versprochen hatte, eine Insel so zu benennen. Die Kariben wehrten sich jedoch zunächst erfolgreich gegen die Spanier.
Erst 1635 gelang es den Franzosen, Guadeloupe zu kolonisieren. 1664 wurde die Insel der Französischen Westindienkompanie übertragen. Nach deren Auflösung 1674 übernahm die französische Krone die Verwaltung der Kolonie, mit einem Gouverneur an der Spitze. Die Insel wurde in 32 Verwaltungsbezirke (französisch: quartier) eingeteilt. Die französischen Kolonialherren errichteten eine Plantagenwirtschaft. Sie bauten vor allem Zuckerrohr und Kaffee an. Die Auseinandersetzungen mit den Kariben endeten mit deren Deportierung auf die Nachbarinsel Dominica. Als Arbeitskräfte ließen sich die neuen Herren Menschen aus Afrika bringen, die im Rahmen des transatlantischen Sklavenhandels mit Sklavenschiffen in die Neue Welt verschleppt wurden. Statistisch gesehen überlebte ein Sklave auf einer Plantage sieben Jahre, Frauen wurden oft unfruchtbar, die Säuglinge starben früh. Die Sklaven afrikanischer Herkunft stellten schließlich die Mehrheit der Bevölkerung der Kolonie.
Während des Siebenjährigen Krieges drangen auf Guadeloupe im Februar 1759 britische Einheiten ein und nahmen die Insel vom 23. April 1759 bis 10. Februar 1763 in Besitz.
Im Zuge der Französischen Revolution von 1789 wurde die Sklaverei in den französischen Kolonien und damit auch in Guadeloupe im Februar 1794 aufgehoben. Großbritannien nutzte die neue politische Lage und besetzte im April 1794 die Inseln. Plantagenbesitzer fürchteten die Umsetzung der deklarierten Aufhebung der Sklaverei und unterstützen die britische Besatzung, jedoch vertrieben die Franzosen die Briten schon im Juni 1794. Französischer Kommandeur war der Nationale Kommissar für Guadeloupe, Victor Hugues. Dieser setzte dabei auch auf die Unterstützung der befreiten Sklaven. Hugues regierte als Kommissar die Inseln von 1794 bis 1798.
Napoleon Bonaparte führte die Sklaverei in den französischen Kolonien am 20. Mai 1802 wieder ein. Zwei Truppenführer afrikanischer Herkunft, Louis Delgrès (1766–1802) und Joseph Ignace (1769–1802), stellten sich mit ihren Soldaten Napoleons Truppen unter Führung von Antoine Richepanse entgegen und ließen ihr Leben im Kampf um die Freiheit. Die Überlebenden wurden gehängt, darunter eine Frau mit Namen Solitude, die bei ihrer Gefangennahme hochschwanger war. Die Geburt des Babys wurde abgewartet, ehe auch sie hingerichtet wurde.
In den Napoleonischen Kriegen eroberte Großbritannien Guadeloupe am 4. Februar 1810 erneut und trat es am 3. März 1813 an König Karl XIII. von Schweden und seine Nachkommen als Kompensation für die Eigentumsverluste des Kronprinzen Karl XIV. ab, die er als Verbündeter gegen Napoleon erlitten hatte. Im Frieden von Paris gab Schweden die Insel 1814 gegen Zahlung von 24 Millionen Franc wieder an Frankreich zurück. Mit dem Geld wurden 1815 die Staatsschulden zurückgezahlt, und der König erhielt dafür eine jährliche Geldrente. Diese sogenannte Guadeloupe-Rente wurde bis 1983 im schwedischen Staatshaushalt veranschlagt und danach durch Erhöhung des Haushalts für die königliche Hofhaltung abgelöst. Zu dieser Zeit betrug sie 300.000 Kronen.
Am 8. Februar 1843 erlebte die Insel Guadeloupe eines der schwersten Erdbeben ihrer Geschichte. Dieses Naturereignis erreichte eine geschätzte Stärke von etwa 8,0 auf der Richterskala und zentrierte sich nahe der Stadt Pointe-à-Pitre. Pointe-à-Pitre erlitt nahezu eine vollständige Zerstörung. Die Zahl der Todesopfer wird auf etwa 6.000 Menschen geschätzt.
Die wiederhergestellte Ordnung der Sklaverei wurde zunehmend instabil. Mehr und mehr Sklaven flüchteten sich in die Wälder und es gab häufig Aufstände. Inzwischen traten auch Menschenrechtler wie Victor Schœlcher auf den Plan. Nach der Revolution von 1848 wurde die Sklaverei durch das Décret d'abolition de l'esclavage vom 27. April 1848 in allen französischen Besitzungen endgültig abgeschafft.
Viele ehemalige Sklaven waren nicht mehr bereit, auf den Plantagen zu arbeiten. Um den Plantagenbetrieb aufrechterhalten zu können, wurden deshalb freie Kontraktarbeiter vor allem in Indien angeworben und nach Guadeloupe gebracht. Der Plantagenbesitzer bezahlte die Überfahrt, dafür mussten die Kontraktarbeiter zwischen drei und fünf Jahre auf seiner Plantage arbeiten. Dann waren sie frei und konnten zurückkehren oder in Guadeloupe bleiben. Insgesamt kamen zwischen 1854 und 1889 auf diese Weise 42.000 Inder nach Guadeloupe.

### Integration in den französischen Staat
Ende des 19. Jahrhunderts räumte Frankreich der schwarzen Bevölkerung das Wahlrecht ein. 1470 dieser neuen französischen Bürger ließen im Ersten Weltkrieg ihr Leben für Frankreich. Auch vom Zweiten Weltkrieg war Guadeloupe betroffen. Nach Frankreichs Kapitulation flohen junge Freiwillige unter Lebensgefahr von der Insel und schlossen sich den Alliierten und General de Gaulle an.
Am 19. März 1946 wurde Guadeloupe zum Überseedépartement (Département d'Outre Mer/DOM) Frankreichs. Seitdem ist es keine Kolonie mehr; es wird auf allen Gebieten als integraler Bestandteil des Mutterlandes betrachtet und seine Einwohner werden von staatlicher Seite als Franzosen betrachtet. Auf die gesellschaftlichen und kulturellen Unterschiede zum Mutterland wird dabei wenig Rücksicht genommen, vielmehr wird die vollständige Assimilation angestrebt.
Als Antwort auf diese Politik entstanden in den 1980er Jahren nationale Bewegungen, die eine Loslösung von Frankreich anstreben. Diese betonen die Eigenständigkeit der antillanischen Kultur und verwenden etwa in Radiosendungen ausschließlich das Kreolische anstelle von Französisch. Vor allem aber sind die Befürworter der Unabhängigkeit bestrebt, die Eigenverantwortlichkeit der Bevölkerung für ihr Land zu entwickeln. Der Großteil der Bevölkerung lehnt jedoch eine Unabhängigkeit von Frankreich ab.
Mit der Einführung der Regionen als Gebietskörperschaften in Frankreich durch die Dezentralisierungsgesetze 1982 erhielt Guadeloupe ebenso wie die anderen Überseedépartements zugleich auch den Status einer eigenen Region. Seitdem sind das Département Guadeloupe und die Region Guadeloupe zwei deckungsgleiche Gebietskörperschaften, die unabhängig voneinander ihre jeweiligen Kompetenzen ausüben.
Bis 2007 gehörten die Insel Saint-Barthélemy und der französische Teil der Insel Saint-Martin, die etwa 200 km nördlich der Hauptinseln von Guadeloupe liegen, als Gemeinden zum Überseedépartement und zur Überseeregion Guadeloupe und bildeten zusammen das Arrondissement Saint-Martin-Saint-Barthélemy. Einem im Jahre 2003 abgehaltenen Referendum gemäß wurden diese beiden Gebiete im Juli 2007 von Guadeloupe getrennt und zu Collectivités d’outre-mer mit erweiterter Autonomie.

### Generalstreik 2009
Der Generalstreik auf den Französischen Antillen 2009 begann in Guadeloupe am 20. Januar und dehnte sich am 5. Februar auf die Nachbarinsel Martinique aus.
Hintergrund dieses vom „Kollektiv gegen die Ausbeutung“ (Liyannaj Kont Pwofitasyion, LKP) unter seinem Führer Elie Domota initiierten Generalstreiks waren hauptsächlich Forderungen nach einer Anhebung der Mindestlöhne um 200 Euro sowie nach einer Herabsetzung der Preise für bestimmte Lebensmittel und die öffentlichen Verkehrsmittel. Nachdem der Streik in kurzer Zeit den größten Teil der örtlichen Wirtschaft lahmgelegte, ansonsten aber zunächst keine Verhandlungsfortschritte erbracht hatte, kam es Mitte Februar 2009 zu gewalttätigen Auseinandersetzungen und Straßenkämpfen in mehreren Orten der Insel, in deren Verlauf der Gewerkschaftssekretär Jacques Bino getötet wurde und aufgrund derer der Konflikt nun auch außerhalb von Guadeloupe – insbesondere in französischen und anderen europäischen Medien – Aufmerksamkeit erregte. Auf diese Weise zum Einschreiten gezwungen, gelang es der französischen Regierung schließlich, sowohl durch finanzielle Zugeständnisse des Staates als auch durch Druck auf die örtlichen Arbeitgeberverbände eine Einigung (den sog. „Accord Bino“) zu erreichen, mit dessen Abschluss am 4. März 2009 der Generalstreik nach annähernd siebenwöchiger Dauer offiziell beendet wurde.

## Politik
Guadeloupe bildet zugleich ein Überseedépartement und eine Überseeregion Frankreichs. Diese sind getrennte, deckungsgleiche Gebietskörperschaften, die unabhängig voneinander ihre jeweiligen Kompetenzen ausüben.
Alle französischen Gesetze finden in Guadeloupe ihre Anwendung. Jedoch können nach Artikel 73 der Französischen Verfassung die lokalen Besonderheiten Berücksichtigung finden.
Wie alle Bürger Frankreichs sind die Guadelouper wahlberechtigt zur französischen Nationalversammlung, zum Europaparlament und bei den französischen Präsidentschaftswahlen.

### Staatliche Verwaltung

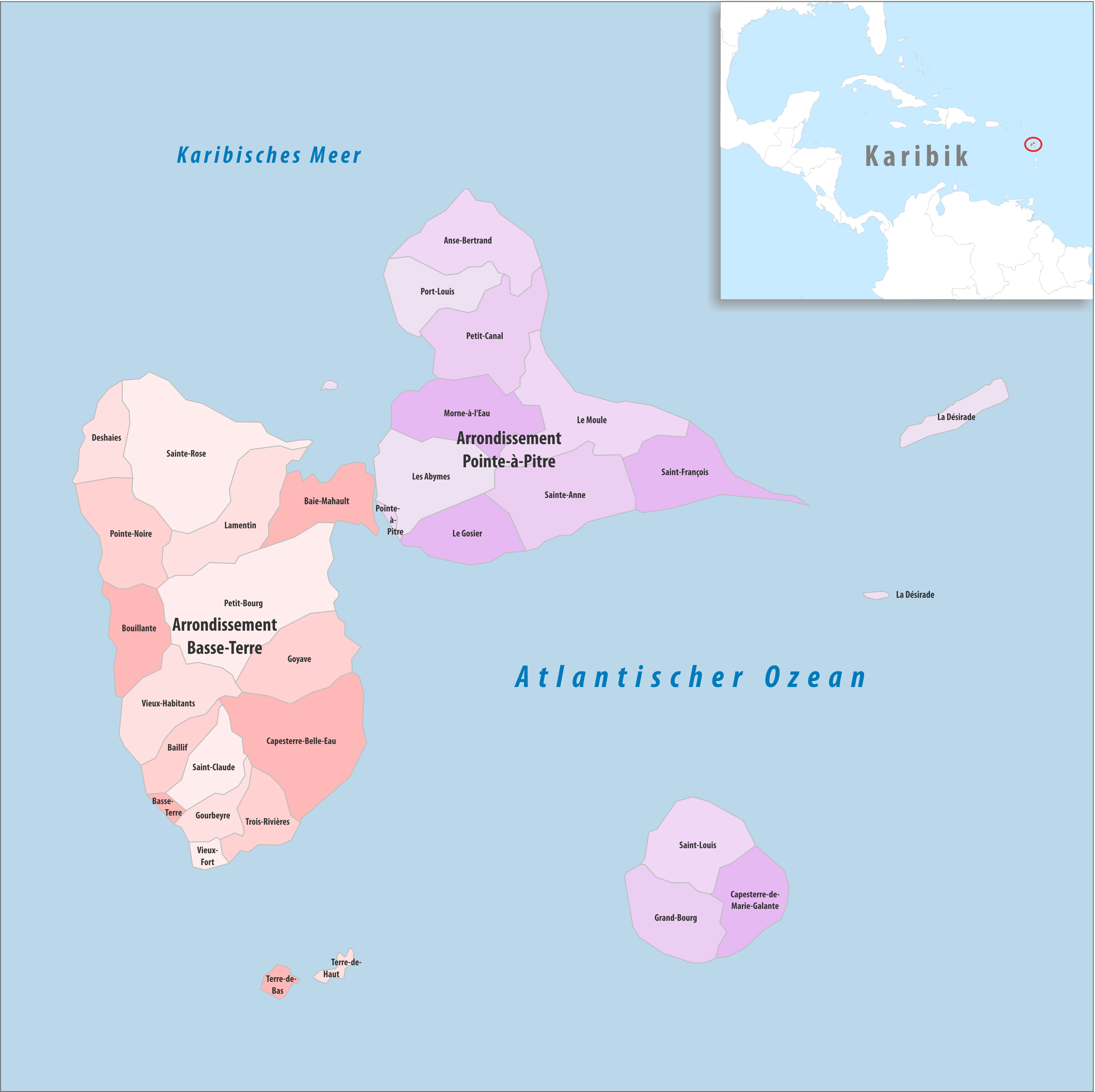
Die Arrondissements in Guadeloupe mit den zugehörigen Gemeinden

Die französische Zentralregierung wird für ihre Zuständigkeitsbereiche durch den Präfekten vertreten. Im Rahmen der staatlichen Verwaltung ist Guadeloupe in zwei Arrondissements gegliedert.
| Arrondissement         | Kantone | Gemeinden | Einwohner 1. Januar 2022 | Fläche km² | Dichte Einw./km² | Code INSEE |
| ---------------------- | ------- | --------- | ------------------------ | ---------- | ---------------- | ---------- |
| Basse-Terre            | 10      | 18        | 183.522                  | 854,29     | 215              | 9711       |
| Pointe-à-Pitre         | 11      | 14        | 200.047                  | 774,11     | 258              | 9712       |
| Département Guadeloupe | 21      | 32        | 383.569                  | 1.628,40   | 236              | 971        |

### Département

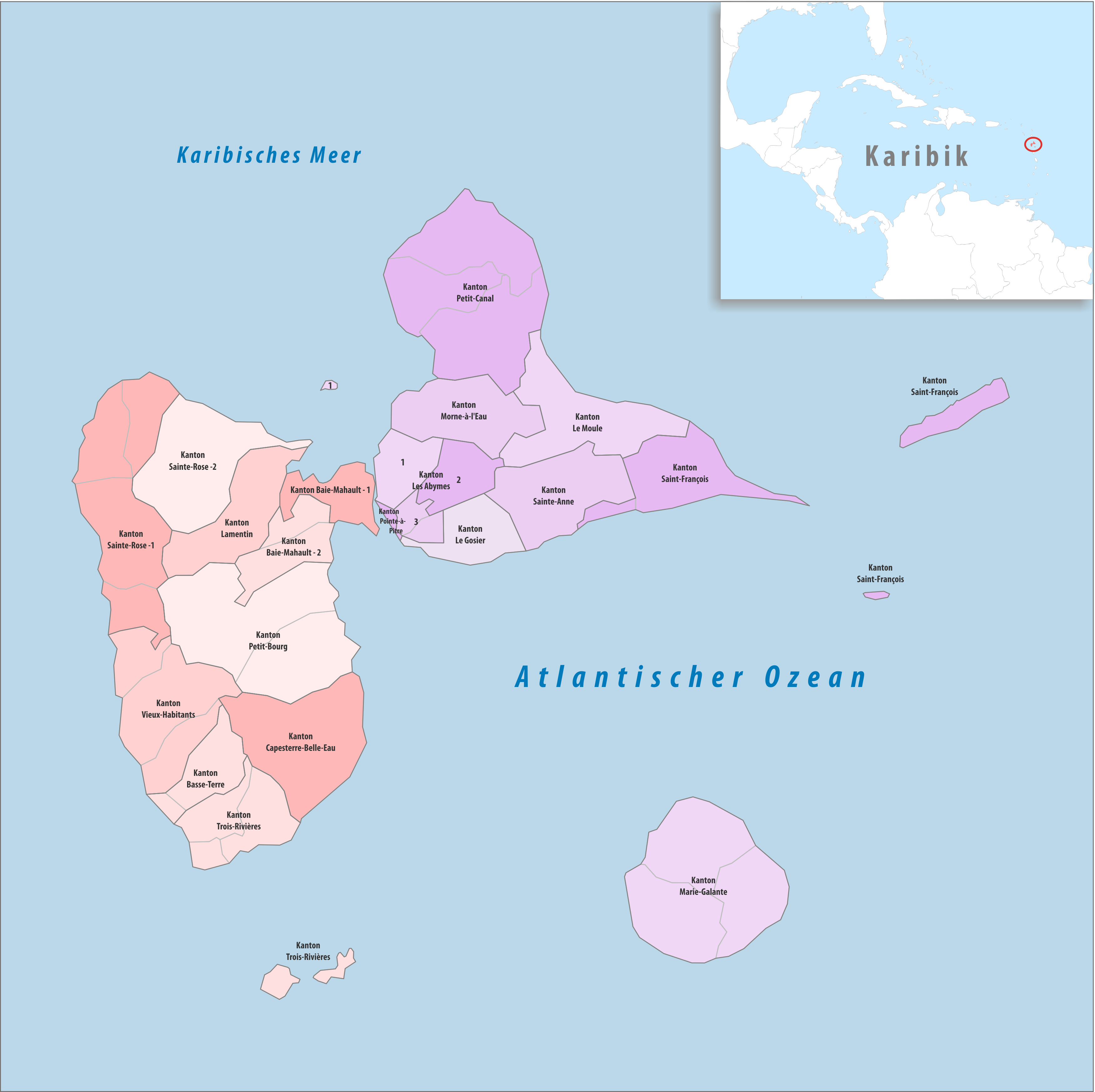
Die Kantone in Guadeloupe

Das beschlussfassende Organ des Départements ist der Départementrat (Conseil départemental), der 42 Mitglieder hat. In jedem der 21 Kantone werden zwei Mitglieder (conseillers départementaux) gewählt. Die Exekutive des Départements liegt beim Präsidenten des Départementrats.
Präsident des Départementrats ist  seit 2021 Guy Losbar.

### Region
Das beschlussfassende Organ der Region ist der Regionalrat (Conseil régional), der 41 Mitglieder hat. Er wird durch Listenwahl mit Mehrheitsprämie gewählt. Die Exekutive der Region liegt beim Präsidenten des Regionalrats.
Präsident des Regionalrates ist seit 2015 Ary Chalus.

### Gemeinden

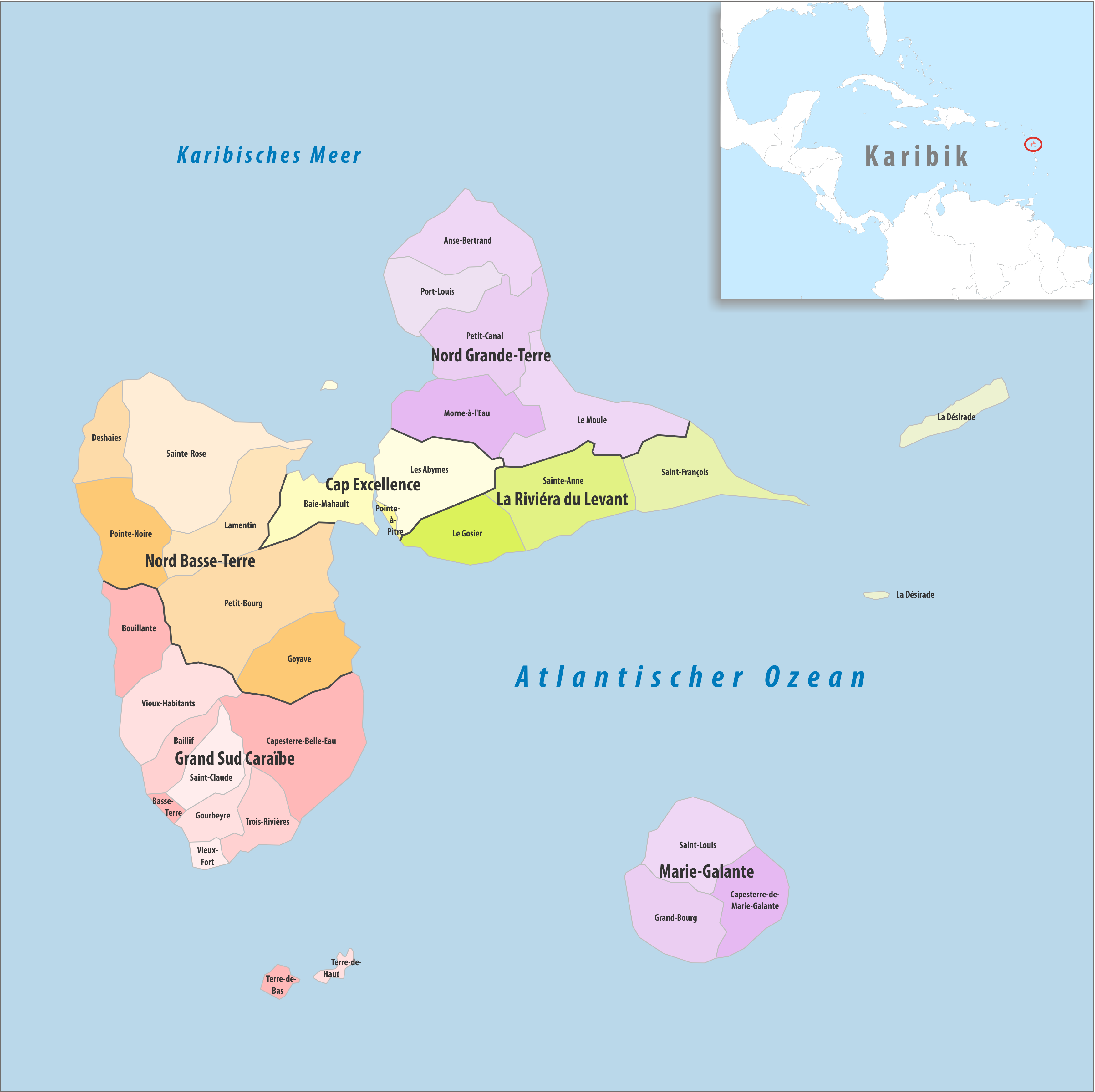
Die kommunalen Zweckverbände in Guadeloupe mit den zugehörigen Gemeinden

Die lokalen Gebietskörperschaften sind die 32 Gemeinden. Deren Einwohner wählen jeweils den Gemeinderat (Conseil municipal), bestehend aus conseillers municipaux, die ihrerseits den Bürgermeister (Maire) wählen.
Die Gemeinden sind in sechs Établissements publics de coopération intercommunale à fiscalité propre (kommunalen Zweckverbänden mit eigenen Steuereinnahmen) zusammengeschlossen.

### Parlamentarische Vertretung

Die vier Wahlkreise der französischen Nationalversammlung in Guadeloupe (seit 2012)

Auf der nationalen Ebene entsendet Guadeloupe vier direkt gewählte Abgeordnete in die Nationalversammlung und drei indirekt gewählte Senatoren in den Senat.

### Judikative
Alle in Frankreich üblichen Gerichtshöfe des ersten Grades sind in Guadeloupe vorhanden (von diversen Strafgerichtshöfen bis zum Handelsgericht).
Der zweite Grad ist durch ein Berufungsgericht auf Départements-Ebene vertreten.
Diese Gerichte unterstehen der Aufsicht eines „procureurs“, der vom französischen Justizministerium eingesetzt wird.
Der dritte Grad besteht in einem obersten Gerichtshof (Cour de cassation) in Paris.

### EU-rechtlicher Status
Guadeloupe gehört als Gebiet in äußerster Randlage zum Gebiet der Europäischen Union. Es gehört zum Zollgebiet der Union und verwendet den Euro als gesetzliches Zahlungsmittel, ist jedoch nicht Teil des Geltungsbereichs des Mehrwertsteuersystems der EU und nicht Teil des Schengen-Raums.

### Wappen
Beschreibung: Im schwarzen Schild liegt eine goldene gesichtslose Sonne auf einem nach schräglinks liegenden grünen Pflanzenwedel unter einem blauen Schildhaupt mit drei goldenen Lilien.

## Wirtschaft
Guadeloupe ist als voll integrierter Teil Frankreichs auch Teil des Binnenmarktes der Europäischen Union und verwendet wie im französischen Kernland den Euro als gesetzliches Zahlungsmittel.
Zur Deckung des Bedarfs an Konsumgütern ist Guadeloupe von Importen aus dem französischen Mutterland und zur Finanzierung der öffentlichen Ausgaben von Fördermitteln des französischen Staates abhängig. Bedingt auch durch diese Unterstützung liegt das BIP pro Kopf bei 9000 US$ und damit höher als auf der Mehrzahl der unabhängigen Nachbarinseln.
Die Gesamtzahl der Arbeitskräfte beträgt etwa 130.000, die Arbeitslosigkeitsrate 27,8 %. Besonders hoch ist diese unter jungen Guadeloupianern. Im Vergleich mit dem BIP der Europäischen Union ausgedrückt in Kaufkraftstandards erreichte Guadeloupe 2006 einen Index von 68,4 (EU-27 = 100).
| Wirtschaftsdaten Guadeloupe | Wirtschaftsdaten Guadeloupe    | Wirtschaftsdaten Guadeloupe                | Wirtschaftsdaten Guadeloupe         | Wirtschaftsdaten Guadeloupe | Wirtschaftsdaten Guadeloupe | Wirtschaftsdaten Guadeloupe |
| Parameter                   | Primärer Sektor (Urproduktion) | Sekundärer Sektor (Verarbeitendes Gewerbe) | Tertiärer Sektor (Dienstleistungen) | Gesamt                      | Bezugsjahr                  | Quelle                      |
| --------------------------- | ------------------------------ | ------------------------------------------ | ----------------------------------- | --------------------------- | --------------------------- | --------------------------- |
| Anteil am BIP               | 2,8 %                          | 5,7 %                                      | 85,2 %                              | 8.033 Mio. Euro             | 2010/2013                   | [ 41 ]                      |
| Anteil an Erwerbstätigen    | 2,9 %                          | 14,2 %                                     | 82,9 %                              | 126 226                     | 2020                        | [ 42 ]                      |

### Primärer Sektor
Die Landfläche (1628 km²) besteht zu 14 % aus Anbaufläche, zu 4 % aus Dauerkulturen, zu 14 % aus Weideflächen und zu 39 % aus Wäldern, zusammen 71 %.
Die wichtigsten landwirtschaftlichen Produkte Guadeloupes sind Zuckerrohr (zur Herstellung von Rohrzucker und Rum) und Bananen. Weitere landwirtschaftliche Produkte der Inseln sind tropische Früchte und Gemüse, Rinder, Schweine und Ziegen. Das Zuckerrohr, das traditionelle Hauptanbauprodukt der Insel, wird langsam durch andere Produkte ersetzt, vor allem Bananen, Auberginen und Blumen. Anderes Gemüse und Hackfrüchte werden für den lokalen Verbrauch angebaut. Trotzdem ist Guadeloupe von importierten Nahrungsmitteln, hauptsächlich aus Frankreich, abhängig.

### Sekundärer Sektor
Die Leichtindustrie zeichnet sich durch die Zucker- und Rumproduktion aus. Außerdem gibt es Baugewerbe und Zementherstellung. Die meisten fabriktechnisch gefertigten Waren sowie Treibstoffe werden importiert.

### Tertiärer Sektor

#### Verkehr
Guadeloupe besitzt einen internationalen Flughafen, den Pôle Caraïbes bei Pointe-à-Pitre (IATA-Flughafencode: PTP) auf der Insel Grande-Terre. In der Stadt Pointe-à-Pitre gibt es einen großen Handelshafen mit einem Terminal für Kreuzfahrtschiffe.

#### Tourismus
Der Tourismus ist ein Schlüsselzweig der Wirtschaft. Die meisten Urlauber kommen aus Frankreich, eine steigende Anzahl an Kreuzfahrtschiffen besucht die Inseln.

#### Handel
Die landwirtschaftlichen Produkte sind die Hauptausfuhrgüter Guadeloupes. Bananen machen ungefähr 50 % des jährlichen Exportertrages aus, daneben werden Zucker und Rum exportiert. Von den ausgeführten Waren gehen 60 % ins europäische Frankreich, 18 % nach Martinique, 4 % in die USA.
Importiert werden vor allem Nahrungsmittel, Treibstoff, Autos und andere Konsumgüter, Rohstoffe für das Baugewerbe. Die Importwaren kommen zu 63 % aus Frankreich, zu 4 % aus Deutschland, zu 3 % aus den USA, zu 2 % aus Japan und zu 2 % von den (ehemaligen) Niederländischen Antillen.

## Sport

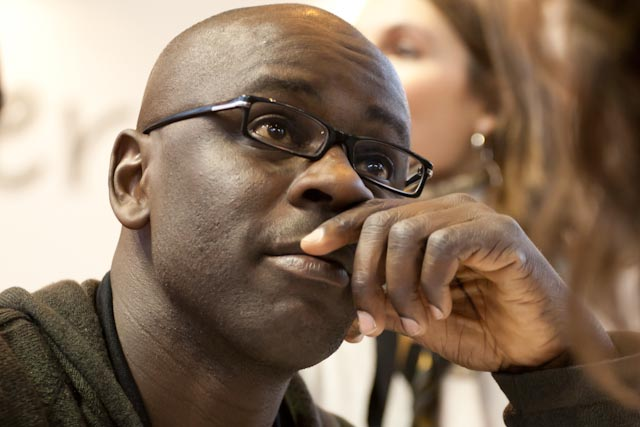
Lilian Thuram

Der meistbetriebene Sport ist Fußball. Der ehemalige französische Rekordnationalspieler Lilian Thuram stammt aus Guadeloupe. Der Fußballverband von Guadeloupe Ligue Guadeloupéenne de Football ist kein FIFA-Mitglied, die Fußballnationalmannschaft von Guadeloupe nimmt jedoch regelmäßig bei Wettbewerben der CONCACAF teil. Der größte Erfolg war das Erreichen des Halbfinales beim CONCACAF Gold Cup 2007. Dort schied die Mannschaft gegen Mexiko mit 0:1 aus.
Special Olympics Guadeloupe wurde in den späten 1970er Jahren gegründet und nahm mehrmals an Special Olympics Weltspielen teil.